# Список матчей олимпийской сборной Саудовской Аравии по футболу
Олимпийская сборная Саудовской Аравии по футболу или сборная Саудовской Аравии по футболу до 23 лет — команда, представляющая Саудовскую Аравию на Олимпийских, Азиатских, Играх исламской солидарности и Панарабских в дисциплине «Футбол», а также на Чемпионате Азии по футболу среди молодёжных команд, Чемпионате Федерации футбола Западной Азии среди молодёжных команд и на Кубке наций Персидского залива по футболу среди молодёжных команд.
В этой статье представлены матчи с 1991 года.

## 1991 год
| Соревнование                                                           | Дата и время матча | Сборная 1 (Голы)  | Счёт (Отчёт) | Сборная 2 (Голы)  | Примечания                                                                                       |
| ---------------------------------------------------------------------- | ------------------ | ----------------- | ------------ | ----------------- | ------------------------------------------------------------------------------------------------ |
| Групповой этап, Футбол на летних Олимпийских играх 1992 – квалификация | 19 сентября 1991   | Саудовская Аравия | 1:2          | Иордания          | Место: Эр-Рифа-эш-Шарки, Бахрейн Стадион: Бахрейнский национальный стадион Судья: Киичиро Тачи   |
| Групповой этап, Футбол на летних Олимпийских играх 1992 – квалификация | 19 сентября 1991   | ???               | 1:2          | ???               | Место: Эр-Рифа-эш-Шарки, Бахрейн Стадион: Бахрейнский национальный стадион Судья: Киичиро Тачи   |
| Групповой этап, Футбол на летних Олимпийских играх 1992 – квалификация | 23 сентября 1991   | Шри-Ланка         | 1:5          | Саудовская Аравия | Место: Эр-Рифа-эш-Шарки, Бахрейн Стадион: Бахрейнский национальный стадион Судья: Усама Аль Шами |
| Групповой этап, Футбол на летних Олимпийских играх 1992 – квалификация | 23 сентября 1991   | ???               | 1:5          | ???               | Место: Эр-Рифа-эш-Шарки, Бахрейн Стадион: Бахрейнский национальный стадион Судья: Усама Аль Шами |
| Групповой этап, Футбол на летних Олимпийских играх 1992 – квалификация | 25 сентября 1991   | Бахрейн           | 0:2          | Саудовская Аравия | Место: Эр-Рифа-эш-Шарки, Бахрейн Стадион: Бахрейнский национальный стадион Судья: Джихонг Вэй    |
| Групповой этап, Футбол на летних Олимпийских играх 1992 – квалификация | 25 сентября 1991   | ???               | 0:2          |                   | Место: Эр-Рифа-эш-Шарки, Бахрейн Стадион: Бахрейнский национальный стадион Судья: Джихонг Вэй    |

## 1994 год
| Соревнование      | Дата и время матча                | Сборная 1 (Голы)                       | Счёт (Отчёт) | Сборная 2 (Голы) | Примечания                                                                                |
| ----------------- | --------------------------------- | -------------------------------------- | ------------ | ---------------- | ----------------------------------------------------------------------------------------- |
| Товарищеский матч | 21 декабря 1994                   | Саудовская Аравия                      | 0:1          | Республика Корея | Место: Эр-Рияд, Саудовская Аравия Стадион: Международный стадион имени Короля Фахда       |
| Товарищеский матч | 21 декабря 1994                   | - Пак Чунг Кюн 60′                     | 0:1          |                  | Место: Эр-Рияд, Саудовская Аравия Стадион: Международный стадион имени Короля Фахда       |
| Товарищеский матч | 24 декабря 1994 15:00 (UTC+09:00) | Саудовская Аравия                      | 0:3          | Республика Корея | Место: Джидда, Мекка, Саудовская Аравия Стадион: Стадион имени принца Абдуллы аль-Файсала |
| Товарищеский матч | 24 декабря 1994 15:00 (UTC+09:00) | - Ли Ву Ён 11′, 33′ - Ён Джун Хван 22′ | 0:3          |                  | Место: Джидда, Мекка, Саудовская Аравия Стадион: Стадион имени принца Абдуллы аль-Файсала |

## 1995 год
| Соревнование                                                         | Дата и время матча | Сборная 1 (Голы)      | Счёт (Отчёт) | Сборная 2 (Голы)  | Примечания                                                              |
| -------------------------------------------------------------------- | ------------------ | --------------------- | ------------ | ----------------- | ----------------------------------------------------------------------- |
| Первый раунд, Футбол на летних Олимпийских играх 1996 – квалификация | 24 августа 1995    | Саудовская Аравия     | 2:0          | Сирия             | Место: Эт-Таиф, Хиджаз, Саудовская Аравия Стадион: Стадион Короля Фахда |
| Первый раунд, Футбол на летних Олимпийских играх 1996 – квалификация | 24 августа 1995    | - Аль-Гашиян 60′, 70′ | 2:0          |                   | Место: Эт-Таиф, Хиджаз, Саудовская Аравия Стадион: Стадион Короля Фахда |
| Первый раунд, Футбол на летних Олимпийских играх 1996 – квалификация | 31 августа 1995    | Кувейт                | 0:1          | Саудовская Аравия | Место: Эль-Кувейт, Кувейт Стадион: Стадион Аль-Садаква Вальсалам        |
| Первый раунд, Футбол на летних Олимпийских играх 1996 – квалификация | 31 августа 1995    | - Ад-Дусари 24′       | 0:1          |                   | Место: Эль-Кувейт, Кувейт Стадион: Стадион Аль-Садаква Вальсалам        |
| Первый раунд, Футбол на летних Олимпийских играх 1996 – квалификация | 15 сентября 1995   | Сирия                 | 0:1          | Саудовская Аравия | Место: Дамаск, Сирия Стадион: Аббасийин                                 |
| Первый раунд, Футбол на летних Олимпийских играх 1996 – квалификация | 15 сентября 1995   | ???                   | 0:1          |                   | Место: Дамаск, Сирия Стадион: Аббасийин                                 |
| Первый раунд, Футбол на летних Олимпийских играх 1996 – квалификация | 15 сентября 1995   | Саудовская Аравия     | 0:0          | Кувейт            | Место: Эт-Таиф, Хиджаз, Саудовская Аравия Стадион: Стадион Короля Фахда |
| Первый раунд, Футбол на летних Олимпийских играх 1996 – квалификация | 15 сентября 1995   |                       | 0:0          |                   | Место: Эт-Таиф, Хиджаз, Саудовская Аравия Стадион: Стадион Короля Фахда |

## 1996 год
| Соревнование                                                              | Дата и время матча            | Сборная 1 (Голы)                       | Счёт (Отчёт) | Сборная 2 (Голы)  | Примечания                                                                                              |
| ------------------------------------------------------------------------- | ----------------------------- | -------------------------------------- | ------------ | ----------------- | --- |
| Второй раунд, Футбол на летних Олимпийских играх 1996 – квалификация      | 17 марта 1996                 | Республика Корея                       | 1:1          | Саудовская Аравия | Место: Шах-Алам, Селангор, Малайзия Стадион: Стадион Шах Алам Зрители: 35 000 Судья: Сиди Бекай Магасса |
| Второй раунд, Футбол на летних Олимпийских играх 1996 – квалификация      | 17 марта 1996                 | - Ён Джун Хван 21′                     | 1:1          | - Ад-Дусари 39′   | Место: Шах-Алам, Селангор, Малайзия Стадион: Стадион Шах Алам Зрители: 35 000 Судья: Сиди Бекай Магасса |
| Второй раунд, Футбол на летних Олимпийских играх 1996 – квалификация      | 19 марта 1996                 | Китай                                  | 1:1          | Саудовская Аравия | Место: Шах-Алам, Селангор, Малайзия Стадион: Стадион Шах Алам Зрители: 30 000                           |
| Второй раунд, Футбол на летних Олимпийских играх 1996 – квалификация      | 19 марта 1996                 | - Тан Энде 75′                         | 1:1          | - Ад-Дусари 53′   | Место: Шах-Алам, Селангор, Малайзия Стадион: Стадион Шах Алам Зрители: 30 000                           |
| Второй раунд, Футбол на летних Олимпийских играх 1996 – квалификация      | 21 марта 1996                 | Казахстан                              | 0:4          | Саудовская Аравия | Место: Шах-Алам, Селангор, Малайзия Стадион: Стадион Шах Алам Зрители: 5 000 Судья: Хоссейн Асгари      |
| Второй раунд, Футбол на летних Олимпийских играх 1996 – квалификация      | 21 марта 1996                 | - Бин-Иса 2′ - Ад-Дусари 36′, 56′, 64′ | 0:4          |                   | Место: Шах-Алам, Селангор, Малайзия Стадион: Стадион Шах Алам Зрители: 5 000 Судья: Хоссейн Асгари      |
| Полуфинал, Футбол на летних Олимпийских играх 1996 – квалификация         | 24 марта 1996                 | Япония                                 | 2:1          | Саудовская Аравия | Место: Шах-Алам, Селангор, Малайзия Стадион: Стадион Шах Алам Судья: Мохд Назри Абдулла                 |
| Полуфинал, Футбол на летних Олимпийских играх 1996 – квалификация         | 24 марта 1996                 | - Маэдзоно 4′, 58′                     | 2:1          | - Ад-Дусари 77′   | Место: Шах-Алам, Селангор, Малайзия Стадион: Стадион Шах Алам Судья: Мохд Назри Абдулла                 |
| Матч за 3-е место, Футбол на летних Олимпийских играх 1996 – квалификация | 24 марта 1996                 | Саудовская Аравия                      | 1:0          | Ирак              | Место: Шах-Алам, Селангор, Малайзия Стадион: Стадион Шах Алам Зрители: 30 000                           |
| Матч за 3-е место, Футбол на летних Олимпийских играх 1996 – квалификация | 24 марта 1996                 | - Халид аль-Рашайд 97′                 | 1:0          |                   | Место: Шах-Алам, Селангор, Малайзия Стадион: Стадион Шах Алам Зрители: 30 000                           |
| Групповой этап, Футбол на летних Олимпийских играх 1996                   | 20 июля 1996 18:30 (UTC-4:00) | Испания                                | 1:0          | Саудовская Аравия | Место: Орландо, Флорида, США Стадион: Кэмпинг Уорлд Стэдиум Зрители: 30 000 Судья: Пьерлуиджи Коллина   |
| Групповой этап, Футбол на летних Олимпийских играх 1996                   | 20 июля 1996 18:30 (UTC-4:00) | - Оскар 97′                            | 1:0          |                   | Место: Орландо, Флорида, США Стадион: Кэмпинг Уорлд Стэдиум Зрители: 30 000 Судья: Пьерлуиджи Коллина   |
| Групповой этап, Футбол на летних Олимпийских играх 1996                   | 22 июля 1996 19:00 (UTC-4:00) | Австралия                              | 2:1          | Саудовская Аравия | Место: Майами, Флорида, США Стадион: Майами Оранж Боул Зрители: 5 997 Судья: Эсфандиар Бахармаст        |
| Групповой этап, Футбол на летних Олимпийских играх 1996                   | 22 июля 1996 19:00 (UTC-4:00) | - Питер Цекенис 11′ - Видука 63′       | 2:1          | - Аль-Хилайви 37′ | Место: Майами, Флорида, США Стадион: Майами Оранж Боул Зрители: 5 997 Судья: Эсфандиар Бахармаст        |
| Групповой этап, Футбол на летних Олимпийских играх 1996                   | 24 июля 1996 19:00 (UTC-4:00) | Франция                                | 2:1          | Саудовская Аравия | Место: Майами, Флорида, США Стадион: Майами Оранж Боул Зрители: 4 615 Судья: Бенито Арчундиа            |
| Групповой этап, Футбол на летних Олимпийских играх 1996                   | 24 июля 1996 19:00 (UTC-4:00) | - Морис 20′ (пен.) - Сибьерски 49′     | 2:1          | - Анвар 26′       | Место: Майами, Флорида, США Стадион: Майами Оранж Боул Зрители: 4 615 Судья: Бенито Арчундиа            |

## 1999 год
| Соревнование                                                            | Дата и время матча               | Сборная 1 (Голы)  | Счёт (Отчёт) | Сборная 2 (Голы)                                           | Примечания |
| ----------------------------------------------------------------------- | -------------------------------- | ----------------- | ------------ | ---------------------------------------------------------- | --- |
| Первый раунд, Футбол на летних Олимпийских играх 2000 – квалификация    | 1 июля 1999                      | Иордания          | 1:3          | Саудовская Аравия                                          | Место: Амман, Иордания                                                                                        |
| Первый раунд, Футбол на летних Олимпийских играх 2000 – квалификация    | 1 июля 1999                      | ???               | 1:3          | ???                                                        | Место: Амман, Иордания                                                                                        |
| Первый раунд, Футбол на летних Олимпийских играх 2000 – квалификация    | 5 июля 1999                      | Саудовская Аравия | 1:1          | Ирак                                                       | Место: Амман, Иордания                                                                                        |
| Первый раунд, Футбол на летних Олимпийских играх 2000 – квалификация    | 5 июля 1999                      | ???               | 1:1          | ???                                                        | Место: Амман, Иордания                                                                                        |
| Первый раунд, Футбол на летних Олимпийских играх 2000 – квалификация    | 8 июля 1999                      | Саудовская Аравия | 2:0          | Иордания                                                   | Место: Амман, Иордания                                                                                        |
| Первый раунд, Футбол на летних Олимпийских играх 2000 – квалификация    | 8 июля 1999                      | ???               | 2:0          |                                                            | Место: Амман, Иордания                                                                                        |
| Первый раунд, Футбол на летних Олимпийских играх 2000 – квалификация    | 12 июля 1999                     | Саудовская Аравия | 2:2          | Ирак                                                       | Место: Амман, Иордания                                                                                        |
| Первый раунд, Футбол на летних Олимпийских играх 2000 – квалификация    | 12 июля 1999                     | ???               | 2:2          | ???                                                        | Место: Амман, Иордания                                                                                        |
| Групповой этап, Футбол на Панарабских играх 1999                        | 16 августа 1999                  | Саудовская Аравия | 1:2          | Ливан                                                      | Место: Амман, Иордания Судья: Мурад ад-Даами                                                                  |
| Групповой этап, Футбол на Панарабских играх 1999                        | 16 августа 1999                  | - Аль-Мошаэль 25′ | 1:2          | - Вардан Казарян (футболист) 13′ - Кехеян 69′              | Место: Амман, Иордания Судья: Мурад ад-Даами                                                                  |
| Групповой этап, Футбол на Панарабских играх 1999                        | 18 августа 1999                  | ОАЭ               | 1:1          | Саудовская Аравия                                          | Место: Амман, Иордания                                                                                        |
| Групповой этап, Футбол на Панарабских играх 1999                        | 18 августа 1999                  | - Джумаа 24′      | 1:1          | - Марзук 32′                                               | Место: Амман, Иордания                                                                                        |
| Финальный раунд, Футбол на летних Олимпийских играх 2000 – квалификация | 1 октября 1999                   | Катар             | 4:1          | Саудовская Аравия                                          | |
| Финальный раунд, Футбол на летних Олимпийских играх 2000 – квалификация | 1 октября 1999                   | ???               | 4:1          | ???                                                        | |
| Финальный раунд, Футбол на летних Олимпийских играх 2000 – квалификация | 8 октября 1999                   | Саудовская Аравия | 2:1          | Кувейт                                                     | |
| Финальный раунд, Футбол на летних Олимпийских играх 2000 – квалификация | 8 октября 1999                   | ???               | 2:1          | ???                                                        | |
| Товарищеский матч                                                       | 13 октября 1999 19:30 (UTC+3:00) | Саудовская Аравия | 1:3          | Республика Корея                                           | Место: Эр-Рияд, Саудовская Аравия Стадион: Международный стадион имени Короля Фахда Судья: Мамдух Аль Мирдаси |
| Товарищеский матч                                                       | 13 октября 1999 19:30 (UTC+3:00) | - Аш-Шайей 90+1′  | 1:3          | - Ли Кван Ву 14′ - Син Бён Хо 41′ - Пак Дон Хёк 61′ (пен.) | Место: Эр-Рияд, Саудовская Аравия Стадион: Международный стадион имени Короля Фахда Судья: Мамдух Аль Мирдаси |
| Финальный раунд, Футбол на летних Олимпийских играх 2000 – квалификация | 29 октября 1999                  | Саудовская Аравия | 2:0          | Катар                                                      | |
| Финальный раунд, Футбол на летних Олимпийских играх 2000 – квалификация | 29 октября 1999                  | ???               | 2:0          |                                                            | |
| Финальный раунд, Футбол на летних Олимпийских играх 2000 – квалификация | 7 ноября 1999                    | Кувейт            | 3:0          | Саудовская Аравия                                          | |
| Финальный раунд, Футбол на летних Олимпийских играх 2000 – квалификация | 7 ноября 1999                    | ???               | 3:0          |                                                            | |

## 2003 год
| Соревнование                                                                    | Дата и время матча | Сборная 1 (Голы)  | Счёт (Отчёт) | Сборная 2 (Голы)  | Примечания |
| ------------------------------------------------------------------------------- | ------------------ | ----------------- | ------------ | ----------------- | ---------- |
| Предварительный раунд 2, Футбол на летних Олимпийских играх 2004 – квалификация | 1 октября 2003     | Саудовская Аравия | 7:0          | Сингапур          |            |
| Предварительный раунд 2, Футбол на летних Олимпийских играх 2004 – квалификация | 1 октября 2003     | ???               | 7:0          |                   |            |
| Предварительный раунд 2, Футбол на летних Олимпийских играх 2004 – квалификация | 1 октября 2003     | Сингапур          | 0:3          | Саудовская Аравия |            |
| Предварительный раунд 2, Футбол на летних Олимпийских играх 2004 – квалификация | 1 октября 2003     | ???               | 0:3          |                   |            |

## 2004 год
| Соревнование                                                                    | Дата и время матча | Сборная 1 (Голы)  | Счёт (Отчёт) | Сборная 2 (Голы)  | Примечания |
| ------------------------------------------------------------------------------- | ------------------ | ----------------- | ------------ | ----------------- | ---------- |
| Предварительный раунд 3, Футбол на летних Олимпийских играх 2004 – квалификация | 3 марта 2004       | Кувейт            | 0:0          | Саудовская Аравия |            |
| Предварительный раунд 3, Футбол на летних Олимпийских играх 2004 – квалификация | 3 марта 2004       |                   | 0:0          |                   |            |
| Предварительный раунд 3, Футбол на летних Олимпийских играх 2004 – квалификация | 17 марта 2004      | Саудовская Аравия | 1:0          | Ирак              |            |
| Предварительный раунд 3, Футбол на летних Олимпийских играх 2004 – квалификация | 17 марта 2004      | ???               | 1:0          |                   |            |
| Предварительный раунд 3, Футбол на летних Олимпийских играх 2004 – квалификация | 24 марта 2004      | Саудовская Аравия | 1:1          | Оман              |            |
| Предварительный раунд 3, Футбол на летних Олимпийских играх 2004 – квалификация | 24 марта 2004      | ???               | 1:1          | ???               |            |
| Предварительный раунд 3, Футбол на летних Олимпийских играх 2004 – квалификация | 14 апреля 2004     | Оман              | 0:0          | Саудовская Аравия |            |
| Предварительный раунд 3, Футбол на летних Олимпийских играх 2004 – квалификация | 14 апреля 2004     |                   | 0:0          |                   |            |
| Предварительный раунд 3, Футбол на летних Олимпийских играх 2004 – квалификация | 28 апреля 2004     | Саудовская Аравия | 0:1          | Кувейт            |            |
| Предварительный раунд 3, Футбол на летних Олимпийских играх 2004 – квалификация | 28 апреля 2004     | ???               | 0:1          |                   |            |
| Предварительный раунд 3, Футбол на летних Олимпийских играх 2004 – квалификация | 12 мая 2004        | Ирак              | 3:1          | Саудовская Аравия |            |
| Предварительный раунд 3, Футбол на летних Олимпийских играх 2004 – квалификация | 12 мая 2004        | ???               | 3:1          | ???               |            |

## 2007 год
| Соревнование                                                                    | Дата и время матча                | Сборная 1 (Голы)                                                  | Счёт (Отчёт) | Сборная 2 (Голы)                                              | Примечания |
| ------------------------------------------------------------------------------- | --------------------------------- | ----------------------------------------------------------------- | ------------ | ------------------------------------------------------------- | --- |
| Предварительный раунд 2, Футбол на летних Олимпийских играх 2008 – квалификация | 28 февраля 2007 18:00 (UTC+2:00)  | Иордания                                                          | 0:1          | Саудовская Аравия                                             | Место: Амман, Иордания Стадион: Международный стадион Аммана Зрители: 2 000 Судья: Юити Нисимура                                                     |
| Предварительный раунд 2, Футбол на летних Олимпийских играх 2008 – квалификация | 28 февраля 2007 18:00 (UTC+2:00)  | - Аль-Гвайним 27′                                                 | 0:1          |                                                               | Место: Амман, Иордания Стадион: Международный стадион Аммана Зрители: 2 000 Судья: Юити Нисимура                                                     |
| Предварительный раунд 2, Футбол на летних Олимпийских играх 2008 – квалификация | 14 марта 2007 20:30 (UTC+3:00)    | Саудовская Аравия                                                 | 1:0          | Иран                                                          | Место: Эд-Даммам, Эш-Шаркия, Саудовская Аравия Стадион: Стадион имени принца Мохамеда бин Фахда Зрители: 8 000 Судья: Чон Чул Квон                   |
| Предварительный раунд 2, Футбол на летних Олимпийских играх 2008 – квалификация | 14 марта 2007 20:30 (UTC+3:00)    | - Юсеф аль-Салем 83′                                              | 1:0          |                                                               | Место: Эд-Даммам, Эш-Шаркия, Саудовская Аравия Стадион: Стадион имени принца Мохамеда бин Фахда Зрители: 8 000 Судья: Чон Чул Квон                   |
| Предварительный раунд 2, Футбол на летних Олимпийских играх 2008 – квалификация | 28 марта 2007 19:00 (UTC+10:30)   | Австралия                                                         | 2:0          | Саудовская Аравия                                             | Место: Аделаида, Южная Австралия, Австралия Стадион: Хайндмарш Стэдиум Зрители: 3 434 Судья: Абдул Малик Абдул Башир                                 |
| Предварительный раунд 2, Футбол на летних Олимпийских играх 2008 – квалификация | 28 марта 2007 19:00 (UTC+10:30)   | - Топор-Стэнли 73′ - Саркис 90+3′                                 | 2:0          |                                                               | Место: Аделаида, Южная Австралия, Австралия Стадион: Хайндмарш Стэдиум Зрители: 3 434 Судья: Абдул Малик Абдул Башир                                 |
| Предварительный раунд 2, Футбол на летних Олимпийских играх 2008 – квалификация | 18 апреля 2007 20:30 (UTC+3:00)   | Саудовская Аравия                                                 | 2:1          | Австралия                                                     | Место: Эд-Даммам, Эш-Шаркия, Саудовская Аравия Стадион: Стадион имени принца Мохамеда бин Фахда Зрители: 11 000 Судья: Равшан Ирматов                |
| Предварительный раунд 2, Футбол на летних Олимпийских играх 2008 – квалификация | 18 апреля 2007 20:30 (UTC+3:00)   | - Джуфайн аль-Биши 60′ (пен.) - Юсеф аль-Салем 67′                | 2:1          | - Бридж 45+2′                                                 | Место: Эд-Даммам, Эш-Шаркия, Саудовская Аравия Стадион: Стадион имени принца Мохамеда бин Фахда Зрители: 11 000 Судья: Равшан Ирматов                |
| Предварительный раунд 2, Футбол на летних Олимпийских играх 2008 – квалификация | 16 мая 2007 20:45 (UTC+3:00)      | Саудовская Аравия                                                 | 4:1          | Иордания                                                      | Место: Эд-Даммам, Эш-Шаркия, Саудовская Аравия Стадион: Стадион имени принца Мохамеда бин Фахда Зрители: 15 000 Судья: Фарид Али Мохамед Аль Марзуки |
| Предварительный раунд 2, Футбол на летних Олимпийских играх 2008 – квалификация | 16 мая 2007 20:45 (UTC+3:00)      | - Джуфайн аль-Биши 14′ - Ас-Сахлави 37′, 55′ - Юсеф аль-Салем 43′ | 4:1          | - Исса аль-Сабах 60′                                          | Место: Эд-Даммам, Эш-Шаркия, Саудовская Аравия Стадион: Стадион имени принца Мохамеда бин Фахда Зрители: 15 000 Судья: Фарид Али Мохамед Аль Марзуки |
| Предварительный раунд 2, Футбол на летних Олимпийских играх 2008 – квалификация | 6 июня 2007 19:00 (UTC+3:30)      | Иран                                                              | 2:3          | Саудовская Аравия                                             | Место: Тегеран, Иран Стадион: Азади Зрители: 2 100 Судья: Кадзухико Мацумура                                                                         |
| Предварительный раунд 2, Футбол на летних Олимпийских играх 2008 – квалификация | 6 июня 2007 19:00 (UTC+3:30)      | - Адель Колакай 74′ - Шахрам Гударзи 75′                          | 2:3          | - Аль-Хавсави 26′ - Наиф Хазази 72′ - Абдулатиф Аль-Ганам 84′ | Место: Тегеран, Иран Стадион: Азади Зрители: 2 100 Судья: Кадзухико Мацумура                                                                         |
| Предварительный раунд 3, Футбол на летних Олимпийских играх 2008 – квалификация | 22 августа 2007 18:45 (UTC+3:00)  | Катар                                                             | 1:0          | Саудовская Аравия                                             | Место: Доха, Катар Стадион: Стадион имени шейха Джассима бин Хамада Зрители: 3 000 Судья: Мухсен Басма                                               |
| Предварительный раунд 3, Футбол на летних Олимпийских играх 2008 – квалификация | 22 августа 2007 18:45 (UTC+3:00)  | - Месаад аль-Хамад 71′                                            | 1:0          |                                                               | Место: Доха, Катар Стадион: Стадион имени шейха Джассима бин Хамада Зрители: 3 000 Судья: Мухсен Басма                                               |
| Предварительный раунд 3, Футбол на летних Олимпийских играх 2008 – квалификация | 8 сентября 2007 20:30 (UTC+3:00)  | Саудовская Аравия                                                 | 0:0          | Япония                                                        | Место: Эд-Даммам, Эш-Шаркия, Саудовская Аравия Стадион: Стадион имени принца Мохамеда бин Фахда Зрители: 9 000 Судья: Субхиддин Мохд Саллех          |
| Предварительный раунд 3, Футбол на летних Олимпийских играх 2008 – квалификация | 8 сентября 2007 20:30 (UTC+3:00)  |                                                                   | 0:0          |                                                               | Место: Эд-Даммам, Эш-Шаркия, Саудовская Аравия Стадион: Стадион имени принца Мохамеда бин Фахда Зрители: 9 000 Судья: Субхиддин Мохд Саллех          |
| Предварительный раунд 3, Футбол на летних Олимпийских играх 2008 – квалификация | 12 сентября 2007 19:15 (UTC+7:00) | Вьетнам                                                           | 1:1          | Саудовская Аравия                                             | Место: Ханой, Вьетнам Стадион: Национальный стадион Ми Динь Зрители: 10 000 Судья: Мохсен Торки                                                      |
| Предварительный раунд 3, Футбол на летних Олимпийских играх 2008 – квалификация | 12 сентября 2007 19:15 (UTC+7:00) | - Конг Винь 65′                                                   | 1:1          | - Наиф Хазази 80′                                             | Место: Ханой, Вьетнам Стадион: Национальный стадион Ми Динь Зрители: 10 000 Судья: Мохсен Торки                                                      |
| Предварительный раунд 3, Футбол на летних Олимпийских играх 2008 – квалификация | 17 октября 2007 20:00 (UTC+3:00)  | Саудовская Аравия                                                 | 2:0          | Вьетнам                                                       | Место: Эд-Даммам, Эш-Шаркия, Саудовская Аравия Стадион: Стадион имени принца Мохамеда бин Фахда Зрители: 4 000 Судья: Сунь Баоцзе                    |
| Предварительный раунд 3, Футбол на летних Олимпийских играх 2008 – квалификация | 17 октября 2007 20:00 (UTC+3:00)  | - Юсеф аль-Салем 64′ (пен.), 90+3′ (пен.)                         | 2:0          |                                                               | Место: Эд-Даммам, Эш-Шаркия, Саудовская Аравия Стадион: Стадион имени принца Мохамеда бин Фахда Зрители: 4 000 Судья: Сунь Баоцзе                    |
| Предварительный раунд 3, Футбол на летних Олимпийских играх 2008 – квалификация | 17 ноября 2007 19:45 (UTC+3:00)   | Саудовская Аравия                                                 | 2:1          | Катар                                                         | Место: Эд-Даммам, Эш-Шаркия, Саудовская Аравия Стадион: Стадион имени принца Мохамеда бин Фахда Зрители: 15 000 Судья: Али аль-Бадвави               |
| Предварительный раунд 3, Футбол на летних Олимпийских играх 2008 – квалификация | 17 ноября 2007 19:45 (UTC+3:00)   | - Джуфайн аль-Биши 76′ (пен.) - Абдулатиф Аль-Ганам 88′           | 2:1          | - Магид Мохамед 69′                                           | Место: Эд-Даммам, Эш-Шаркия, Саудовская Аравия Стадион: Стадион имени принца Мохамеда бин Фахда Зрители: 15 000 Судья: Али аль-Бадвави               |
| Предварительный раунд 3, Футбол на летних Олимпийских играх 2008 – квалификация | 21 ноября 2007 19:21 (UTC+9:00)   | Япония                                                            | 0:0          | Саудовская Аравия                                             | Место: Токио, Япония Стадион: Японский национальный стадион Зрители: 42 913 Судья: Квон Чон Чул                                                      |
| Предварительный раунд 3, Футбол на летних Олимпийских играх 2008 – квалификация | 21 ноября 2007 19:21 (UTC+9:00)   |                                                                   | 0:0          |                                                               | Место: Токио, Япония Стадион: Японский национальный стадион Зрители: 42 913 Судья: Квон Чон Чул                                                      |

## 2008 год
| Соревнование                                                           | Дата и время матча | Сборная 1 (Голы)                         | Счёт (Отчёт) | Сборная 2 (Голы)             | Примечания                                                                        |
| ---------------------------------------------------------------------- | ------------------ | ---------------------------------------- | ------------ | ---------------------------- | --------------------------------------------------------------------------------- |
| Кубок наций Персидского залива по футболу среди молодёжных команд 2008 | 6 января 2008      | Саудовская Аравия                        | 1:0          | Оман                         | Место: Эр-Рияд, Саудовская Аравия Стадион: Стадион имени принца Фейсала бин Фахда |
| Кубок наций Персидского залива по футболу среди молодёжных команд 2008 | 6 января 2008      | - Юсеф аль-Салем 51′                     | 1:0          |                              | Место: Эр-Рияд, Саудовская Аравия Стадион: Стадион имени принца Фейсала бин Фахда |
| Кубок наций Персидского залива по футболу среди молодёжных команд 2008 | 10 января 2008     | Саудовская Аравия                        | 2:2          | Катар                        | Место: Эр-Рияд, Саудовская Аравия Стадион: Стадион имени принца Фейсала бин Фахда |
| Кубок наций Персидского залива по футболу среди молодёжных команд 2008 | 10 января 2008     | - ??? 56′ - Аль-Халтам 90+3′             | 2:2          | - Исмаил 44′ - Аль-Язиди 75′ | Место: Эр-Рияд, Саудовская Аравия Стадион: Стадион имени принца Фейсала бин Фахда |
| Кубок наций Персидского залива по футболу среди молодёжных команд 2008 | 13 января 2008     | Саудовская Аравия                        | 3:0          | Кувейт                       | Место: Эр-Рияд, Саудовская Аравия Стадион: Стадион имени принца Фейсала бин Фахда |
| Кубок наций Персидского залива по футболу среди молодёжных команд 2008 | 13 января 2008     | - Аль-Ирни 26′ - Юсеф аль-Салем 81′, 90′ | 3:0          |                              | Место: Эр-Рияд, Саудовская Аравия Стадион: Стадион имени принца Фейсала бин Фахда |
| Кубок наций Персидского залива по футболу среди молодёжных команд 2008 | 17 января 2008     | Саудовская Аравия                        | 1:0          | Бахрейн                      | Место: Эр-Рияд, Саудовская Аравия Стадион: Стадион имени принца Фейсала бин Фахда |
| Кубок наций Персидского залива по футболу среди молодёжных команд 2008 | 17 января 2008     | - Аль-Беаши 50′ (пен.)                   | 1:0          |                              | Место: Эр-Рияд, Саудовская Аравия Стадион: Стадион имени принца Фейсала бин Фахда |

## 2010 год
| Соревнование                                                                              | Дата и время матча              | Сборная 1 (Голы)  | Счёт (Отчёт)       | Сборная 2 (Голы)  | Примечания                                  |
| ----------------------------------------------------------------------------------------- | ------------------------------- | ----------------- | ------------------ | ----------------- | ------------------------------------------- |
| Групповой этап, Кубок наций Персидского залива по футболу среди молодёжных команд 2010    | 28 июля 2010 16:00 (UTC+3:00)   | Саудовская Аравия | 1:1                | Кувейт            | Место: Доха, Катар                          |
| Групповой этап, Кубок наций Персидского залива по футболу среди молодёжных команд 2010    | 28 июля 2010 16:00 (UTC+3:00)   | ???               | 1:1                | ???               | Место: Доха, Катар                          |
| Групповой этап, Кубок наций Персидского залива по футболу среди молодёжных команд 2010    | 30 июля 2010 18:30 (UTC+3:00)   | ОАЭ               | 1:0                | Саудовская Аравия | Место: Доха, Катар Стадион: Зрители: Судья: |
| Групповой этап, Кубок наций Персидского залива по футболу среди молодёжных команд 2010    | 30 июля 2010 18:30 (UTC+3:00)   | ???               | 1:0                |                   | Место: Доха, Катар Стадион: Зрители: Судья: |
| Матч за 5-е место, Кубок наций Персидского залива по футболу среди молодёжных команд 2010 | 3 августа 2010 17:00 (UTC+3:00) | Бахрейн           | 0:0 (3:4 пенальти) | Саудовская Аравия | Место: Доха, Катар                          |
| Матч за 5-е место, Кубок наций Персидского залива по футболу среди молодёжных команд 2010 | 3 августа 2010 17:00 (UTC+3:00) |                   | 0:0 (3:4 пенальти) |                   | Место: Доха, Катар                          |

## 2011 год
| Соревнование                                                                              | Дата и время матча                | Сборная 1 (Голы)                                                      | Счёт (Отчёт) | Сборная 2 (Голы)                                                              | Примечания |
| ----------------------------------------------------------------------------------------- | --------------------------------- | --------------------------------------------------------------------- | ------------ | ----------------------------------------------------------------------------- | --- |
| Предварительный раунд 2, Футбол на летних Олимпийских играх 2012 – квалификация           | 19 июня 2011 20:45 (UTC+3:00)     | Саудовская Аравия                                                     | 2:0          | Вьетнам                                                                       | Место: Абха, , Асир, Саудовская Аравия Стадион: Город спорта принца Султана бин Абдулазиза Зрители: 1 000 Судья: Хироёси Такаяма |
| Предварительный раунд 2, Футбол на летних Олимпийских играх 2012 – квалификация           | 19 июня 2011 20:45 (UTC+3:00)     | - Аль-Фарадж 43′ - Нгуен Ван Ху 90+1′ (авт.)                          | 2:0          |                                                                               | Место: Абха, , Асир, Саудовская Аравия Стадион: Город спорта принца Султана бин Абдулазиза Зрители: 1 000 Судья: Хироёси Такаяма |
| Предварительный раунд 2, Футбол на летних Олимпийских играх 2012 – квалификация           | 19 июня 2011 19:15 (UTC+7:00)     | Вьетнам                                                               | 1:4          | Саудовская Аравия                                                             | Место: Ханой, Вьетнам Стадион: Национальный стадион Ми Динь Зрители: 15 000 Судья: Ким Дон Чжин                                  |
| Предварительный раунд 2, Футбол на летних Олимпийских играх 2012 – квалификация           | 19 июня 2011 19:15 (UTC+7:00)     | - Ле Ван Тханг 44′                                                    | 1:4          | - Аль-Абед 10′ - С. Хасан 20′ - И. Хасан 57′ (пен.) - Абдулрахим Джайзави 84′ | Место: Ханой, Вьетнам Стадион: Национальный стадион Ми Динь Зрители: 15 000 Судья: Ким Дон Чжин                                  |
| Групповой этап, Кубок наций Персидского залива по футболу среди молодёжных команд 2011    | 12 августа 2011 18:15 (UTC+3:00)  | Катар                                                                 | 0:4          | Саудовская Аравия                                                             | Место: Доха, Катар Стадион: Aspire Dome                                                                                          |
| Групповой этап, Кубок наций Персидского залива по футболу среди молодёжных команд 2011    | 12 августа 2011 18:15 (UTC+3:00)  | - Аш-Шехри 18′ - Алдосери 21′ - Аль-Хамад 26′ - Султан аль-Биши 90+2′ | 0:4          |                                                                               | Место: Доха, Катар Стадион: Aspire Dome                                                                                          |
| Групповой этап, Кубок наций Персидского залива по футболу среди молодёжных команд 2011    | 14 августа 2011 20:30 (UTC+3:00)  | Саудовская Аравия                                                     | 2:0          | Кувейт                                                                        | Место: Доха, Катар Стадион: Aspire Dome                                                                                          |
| Групповой этап, Кубок наций Персидского залива по футболу среди молодёжных команд 2011    | 14 августа 2011 20:30 (UTC+3:00)  | - Шафи Альдосери 11′ - Султан аль-Биши 71′                            | 2:0          |                                                                               | Место: Доха, Катар Стадион: Aspire Dome                                                                                          |
| Полуфинал, Кубок наций Персидского залива по футболу среди молодёжных команд 2011         | 19 августа 2011 18:15 (UTC+3:00)  | Саудовская Аравия                                                     | 3:4          | Оман                                                                          | Место: Доха, Катар Стадион: Aspire Dome                                                                                          |
| Полуфинал, Кубок наций Персидского залива по футболу среди молодёжных команд 2011         | 19 августа 2011 18:15 (UTC+3:00)  | ???                                                                   | 3:4          | ???                                                                           | Место: Доха, Катар Стадион: Aspire Dome                                                                                          |
| Матч за 3-е место, Кубок наций Персидского залива по футболу среди молодёжных команд 2011 | 21 августа 2011                   | Саудовская Аравия                                                     | 2:1          | Катар                                                                         | Место: Доха, Катар Стадион: Aspire Dome                                                                                          |
| Матч за 3-е место, Кубок наций Персидского залива по футболу среди молодёжных команд 2011 | 21 августа 2011                   | ???                                                                   | 2:1          | ???                                                                           | Место: Доха, Катар Стадион: Aspire Dome                                                                                          |
| Предварительный раунд 3, Футбол на летних Олимпийских играх 2012 – квалификация           | 21 сентября 2011 20:15 (UTC+3:00) | Саудовская Аравия                                                     | 1:1          | Катар                                                                         | Место: Эр-Рияд, Саудовская Аравия Стадион: Международный стадион имени Короля Фахда Зрители: 1 315 Судья: Саид Мозаффаризаде     |
| Предварительный раунд 3, Футбол на летних Олимпийских играх 2012 – квалификация           | 21 сентября 2011 20:15 (UTC+3:00) | - Яхья Дагрири 12′                                                    | 1:1          | - Аль Нахойи 89′                                                              | Место: Эр-Рияд, Саудовская Аравия Стадион: Международный стадион имени Короля Фахда Зрители: 1 315 Судья: Саид Мозаффаризаде     |
| Предварительный раунд 3, Футбол на летних Олимпийских играх 2012 – квалификация           | 23 ноября 2011 19:00 (UTC+4:00)   | Оман                                                                  | 2:0          | Саудовская Аравия                                                             | Место: Баушар, Маскат, Оман Стадион: Султан Кабус Зрители: 5 000 Судья: Мухсен Басма                                             |
| Предварительный раунд 3, Футбол на летних Олимпийских играх 2012 – квалификация           | 23 ноября 2011 19:00 (UTC+4:00)   | - Хардан 15′ - Аль-Шамли 56′                                          | 2:0          |                                                                               | Место: Баушар, Маскат, Оман Стадион: Султан Кабус Зрители: 5 000 Судья: Мухсен Басма                                             |
| Предварительный раунд 3, Футбол на летних Олимпийских играх 2012 – квалификация           | 27 ноября 2011 14:00 (UTC+9:00)   | Республика Корея                                                      | 1:0          | Саудовская Аравия                                                             | Место: Сеул, Республика Корея Стадион: Сеул уорлд кап стадиум Зрители: 27 224 Судья: Юити Нисимура                               |
| Предварительный раунд 3, Футбол на летних Олимпийских играх 2012 – квалификация           | 27 ноября 2011 14:00 (UTC+9:00)   | - Чо Ён Чхоль 33′ (пен.)                                              | 1:0          |                                                                               | Место: Сеул, Республика Корея Стадион: Сеул уорлд кап стадиум Зрители: 27 224 Судья: Юити Нисимура                               |
| Групповой этап, Футбол на Панарабских играх 2011                                          | 11 декабря 2011 17:30 (UTC+3:00)  | Саудовская Аравия                                                     | 0:0          | Оман                                                                          | Место: Эр-Райян, Катар Стадион: Ахмед бин Али Судья: Мохамед аз-Заруни                                                           |
| Групповой этап, Футбол на Панарабских играх 2011                                          | 11 декабря 2011 17:30 (UTC+3:00)  |                                                                       | 0:0          |                                                                               | Место: Эр-Райян, Катар Стадион: Ахмед бин Али Судья: Мохамед аз-Заруни                                                           |
| Групповой этап, Футбол на Панарабских играх 2011                                          | 17 декабря 2011 19:30 (UTC+3:00)  | Саудовская Аравия                                                     | 0:2          | Кувейт                                                                        | Место: Эр-Райян, Катар Стадион: Ахмед бин Али Судья: Редуан Джиед                                                                |
| Групповой этап, Футбол на Панарабских играх 2011                                          | 17 декабря 2011 19:30 (UTC+3:00)  | - Али аль-Кандари 45+1′ - Аль-Мутава 85′ (пен.)                       | 0:2          |                                                                               | Место: Эр-Райян, Катар Стадион: Ахмед бин Али Судья: Редуан Джиед                                                                |

## 2012 год
| Соревнование                                                                           | Дата и время матча                | Сборная 1 (Голы)                                                                   | Счёт (Отчёт) | Сборная 2 (Голы)               | Примечания |
| -------------------------------------------------------------------------------------- | --------------------------------- | ---------------------------------------------------------------------------------- | ------------ | ------------------------------ | --- |
| Предварительный раунд 3, Футбол на летних Олимпийских играх 2012 – квалификация        | 5 февраля 2012 20:35 (UTC+3:00)   | Саудовская Аравия                                                                  | 1:1          | Республика Корея               | Место: Эд-Даммам, Эш-Шаркия, Саудовская Аравия Стадион: Стадион имени принца Мохамеда бин Фахда Зрители: 1 315 Судья: Бенджамин Уильямс |
| Предварительный раунд 3, Футбол на летних Олимпийских играх 2012 – квалификация        | 5 февраля 2012 20:35 (UTC+3:00)   | - Худари 60′                                                                       | 1:1          | - Ким Бо Гён 90+1′             | Место: Эд-Даммам, Эш-Шаркия, Саудовская Аравия Стадион: Стадион имени принца Мохамеда бин Фахда Зрители: 1 315 Судья: Бенджамин Уильямс |
| Предварительный раунд 3, Футбол на летних Олимпийских играх 2012 – квалификация        | 22 февраля 2012 18:15 (UTC+3:00)  | Катар                                                                              | 2:1          | Саудовская Аравия              | Место: Доха, Катар Стадион: Стадион имени шейха Джассима бин Хамада Зрители: 2 270 Судья: Минору Тодзё                                  |
| Предварительный раунд 3, Футбол на летних Олимпийских играх 2012 – квалификация        | 22 февраля 2012 18:15 (UTC+3:00)  | - Аль-Хаидос 44′ - Насер Набиль 78′                                                | 2:1          | - Валиби 45′ (пен.)            | Место: Доха, Катар Стадион: Стадион имени шейха Джассима бин Хамада Зрители: 2 270 Судья: Минору Тодзё                                  |
| Предварительный раунд 3, Футбол на летних Олимпийских играх 2012 – квалификация        | 14 марта 2012 14:00 (UTC+3:00)    | Саудовская Аравия                                                                  | 1:1          | Оман                           | Место: Эд-Даммам, Эш-Шаркия, Саудовская Аравия Стадион: Стадион имени принца Мохамеда бин Фахда Зрители: 150 Судья: Наваф Шукралла      |
| Предварительный раунд 3, Футбол на летних Олимпийских играх 2012 – квалификация        | 14 марта 2012 14:00 (UTC+3:00)    | - Аль Муваллад 57′                                                                 | 1:1          | - Хуссейн Аль-Хадри 43′        | Место: Эд-Даммам, Эш-Шаркия, Саудовская Аравия Стадион: Стадион имени принца Мохамеда бин Фахда Зрители: 150 Судья: Наваф Шукралла      |
| Групповой этап, Чемпионат Азии по футболу среди молодёжных команд 2013 (квалификация)  | 23 июня 2012 18:00 (UTC+3:00)     | Пакистан                                                                           | 0:1          | Саудовская Аравия              | Место: Эр-Рияд, Саудовская Аравия Стадион: Международный стадион имени Короля Фахда Зрители: 100 Судья: Али Сабах Аддай                 |
| Групповой этап, Чемпионат Азии по футболу среди молодёжных команд 2013 (квалификация)  | 23 июня 2012 18:00 (UTC+3:00)     | - Аш-Шехри 64′                                                                     | 0:1          |                                | Место: Эр-Рияд, Саудовская Аравия Стадион: Международный стадион имени Короля Фахда Зрители: 100 Судья: Али Сабах Аддай                 |
| Групповой этап, Чемпионат Азии по футболу среди молодёжных команд 2013 (квалификация)  | 25 июня 2012 18:00 (UTC+3:00)     | Саудовская Аравия                                                                  | 1:0          | Кыргызстан                     | Место: Эр-Рияд, Саудовская Аравия Стадион: Международный стадион имени Короля Фахда Зрители: 50 Судья: Чайя Махапаб                     |
| Групповой этап, Чемпионат Азии по футболу среди молодёжных команд 2013 (квалификация)  | 25 июня 2012 18:00 (UTC+3:00)     | - Мохаммед Маджраши 90+5′                                                          | 1:0          |                                | Место: Эр-Рияд, Саудовская Аравия Стадион: Международный стадион имени Короля Фахда Зрители: 50 Судья: Чайя Махапаб                     |
| Групповой этап, Чемпионат Азии по футболу среди молодёжных команд 2013 (квалификация)  | 28 июня 2012 18:00 (UTC+3:00)     | Саудовская Аравия                                                                  | 4:0          | Палестина                      | Место: Эр-Рияд, Саудовская Аравия Стадион: Международный стадион имени Короля Фахда Зрители: 50 Судья: Тайеб Хасан Шамсуззаман          |
| Групповой этап, Чемпионат Азии по футболу среди молодёжных команд 2013 (квалификация)  | 28 июня 2012 18:00 (UTC+3:00)     | - Мохаммед Маджраши 18′, 58′ - Ибрагим аль-Ибрагим 44′ - Аль-Давсари 59′           | 4:0          |                                | Место: Эр-Рияд, Саудовская Аравия Стадион: Международный стадион имени Короля Фахда Зрители: 50 Судья: Тайеб Хасан Шамсуззаман          |
| Групповой этап, Чемпионат Азии по футболу среди молодёжных команд 2013 (квалификация)  | 30 июня 2012 18:00 (UTC+3:00)     | Шри-Ланка                                                                          | 0:7          | Саудовская Аравия              | Место: Эр-Рияд, Саудовская Аравия Стадион: Международный стадион имени Короля Фахда Зрители: 30 Судья: Чарымурат Курбанов               |
| Групповой этап, Чемпионат Азии по футболу среди молодёжных команд 2013 (квалификация)  | 30 июня 2012 18:00 (UTC+3:00)     | - Мохаммед Маджраши 8′, 56′, 70′ - Аль-Давсари 25′ - Аш-Шехри 36′, 74′ - Утаиф 90′ | 0:7          |                                | Место: Эр-Рияд, Саудовская Аравия Стадион: Международный стадион имени Короля Фахда Зрители: 30 Судья: Чарымурат Курбанов               |
| Групповой этап, Чемпионат Азии по футболу среди молодёжных команд 2013 (квалификация)  | 3 июля 2012 18:00 (UTC+3:00)      | Саудовская Аравия                                                                  | 2:2          | Сирия                          | Место: Эр-Рияд, Саудовская Аравия Стадион: Международный стадион имени Короля Фахда Зрители: 500 Судья: Али Шабан                       |
| Групповой этап, Чемпионат Азии по футболу среди молодёжных команд 2013 (квалификация)  | 3 июля 2012 18:00 (UTC+3:00)      | - Ясир аль-Фахми 12′ - Аль-Муваллад 81′                                            | 2:2          | - Самер Салем 48′ - Харбин 60′ | Место: Эр-Рияд, Саудовская Аравия Стадион: Международный стадион имени Короля Фахда Зрители: 500 Судья: Али Шабан                       |
| Групповой этап, Кубок наций Персидского залива по футболу среди молодёжных команд 2012 | 1 сентября 2012                   | Оман                                                                               | 1:1          | Саудовская Аравия              | Место: Доха, Катар Стадион: Aspire Dome                                                                                                 |
| Групповой этап, Кубок наций Персидского залива по футболу среди молодёжных команд 2012 | 1 сентября 2012                   | ???                                                                                | 1:1          | ???                            | Место: Доха, Катар Стадион: Aspire Dome                                                                                                 |
| Групповой этап, Кубок наций Персидского залива по футболу среди молодёжных команд 2012 | 5 сентября 2012                   | Саудовская Аравия                                                                  | 3:0          | Бахрейн                        | Место: Доха, Катар Стадион: Aspire Dome                                                                                                 |
| Групповой этап, Кубок наций Персидского залива по футболу среди молодёжных команд 2012 | 5 сентября 2012                   | ???                                                                                | 3:0          |                                | Место: Доха, Катар Стадион: Aspire Dome                                                                                                 |
| Полуфинал, Кубок наций Персидского залива по футболу среди молодёжных команд 2012      | 8 сентября 2012 17:45 (UTC+3:00)  | Саудовская Аравия                                                                  | 3:0          | ОАЭ                            | Место: Доха, Катар Стадион: Aspire Dome                                                                                                 |
| Полуфинал, Кубок наций Персидского залива по футболу среди молодёжных команд 2012      | 8 сентября 2012 17:45 (UTC+3:00)  | ???                                                                                | 3:0          |                                | Место: Доха, Катар Стадион: Aspire Dome                                                                                                 |
| Полуфинал, Кубок наций Персидского залива по футболу среди молодёжных команд 2012      | 11 сентября 2012 16:00 (UTC+3:00) | Саудовская Аравия                                                                  | 2:0          | Бахрейн                        | Место: Доха, Катар Стадион: Aspire Dome                                                                                                 |
| Полуфинал, Кубок наций Персидского залива по футболу среди молодёжных команд 2012      | 11 сентября 2012 16:00 (UTC+3:00) | ???                                                                                | 2:0          |                                | Место: Доха, Катар Стадион: Aspire Dome                                                                                                 |

## 2013 год
| Соревнование                                                                           | Дата и время матча                | Сборная 1 (Голы)                                      | Счёт (Отчёт)   | Сборная 2 (Голы)                      | Примечания                                                                                                  |
| -------------------------------------------------------------------------------------- | --------------------------------- | ----------------------------------------------------- | -------------- | ------------------------------------- | --- |
| Групповой этап, Кубок наций Персидского залива по футболу среди молодёжных команд 2013 | 16 августа 2013                   | Саудовская Аравия                                     | 1:0            | Катар                                 | Место: Эр-Рифа-эш-Шарки, Бахрейн Стадион: Бахрейнский национальный стадион Судья: Джамиль Джума Абдулхусаин |
| Групповой этап, Кубок наций Персидского залива по футболу среди молодёжных команд 2013 | 16 августа 2013                   | - Аль-Джамаан 32′                                     | 1:0            |                                       | Место: Эр-Рифа-эш-Шарки, Бахрейн Стадион: Бахрейнский национальный стадион Судья: Джамиль Джума Абдулхусаин |
| Групповой этап, Кубок наций Персидского залива по футболу среди молодёжных команд 2013 | 18 августа 2013                   | Оман                                                  | 0:2            | Саудовская Аравия                     | Место: Эр-Рифа-эш-Шарки, Бахрейн Стадион: Бахрейнский национальный стадион Судья: Али Талеб                 |
| Групповой этап, Кубок наций Персидского залива по футболу среди молодёжных команд 2013 | 18 августа 2013                   | - Эбрагим 68′ - Тахир 87′                             | 0:2            |                                       | Место: Эр-Рифа-эш-Шарки, Бахрейн Стадион: Бахрейнский национальный стадион Судья: Али Талеб                 |
| Полуфинал, Кубок наций Персидского залива по футболу среди молодёжных команд 2013      | 23 августа 2013 17:00 (UTC+3:00)  | Саудовская Аравия                                     | 3:2            | Кувейт                                | Место: Эр-Рифа-эш-Шарки, Бахрейн Стадион: Бахрейнский национальный стадион Судья: Хамис аль-Кувари          |
| Полуфинал, Кубок наций Персидского залива по футболу среди молодёжных команд 2013      | 23 августа 2013 17:00 (UTC+3:00)  | - Аль-Джамаан 16′, 37′ - Аль-Гамди 52′                | 3:2            | - Альзуаэби 64′ - Альшаммари 69′      | Место: Эр-Рифа-эш-Шарки, Бахрейн Стадион: Бахрейнский национальный стадион Судья: Хамис аль-Кувари          |
| Финал, Кубок наций Персидского залива по футболу среди молодёжных команд 2013          | 26 августа 2013 17:00 (UTC+3:00)  | Бахрейн                                               | 1:0            | Саудовская Аравия                     | Место: Эр-Рифа-эш-Шарки, Бахрейн Стадион: Бахрейнский национальный стадион Судья: Ясир аль-Равахи           |
| Финал, Кубок наций Персидского залива по футболу среди молодёжных команд 2013          | 26 августа 2013 17:00 (UTC+3:00)  | - Джамиль 31′                                         | 1:0            |                                       | Место: Эр-Рифа-эш-Шарки, Бахрейн Стадион: Бахрейнский национальный стадион Судья: Ясир аль-Равахи           |
| Групповой этап, Игры исламской солидарности 2013                                       | 19 сентября 2013 15:30 (UTC+7:00) | Саудовская Аравия                                     | 1:1            | Сирия                                 | Место: Палембанг, Южная Суматра, Индонезия Стадион: Стадион Гелоры Шривиджая Судья: Ахмед аль-Кааф          |
| Групповой этап, Игры исламской солидарности 2013                                       | 19 сентября 2013 15:30 (UTC+7:00) | - Юсеф аль-Салем 79′                                  | 1:1            | - ??? 35′                             | Место: Палембанг, Южная Суматра, Индонезия Стадион: Стадион Гелоры Шривиджая Судья: Ахмед аль-Кааф          |
| Групповой этап, Игры исламской солидарности 2013                                       | 23 сентября 2013 15:30 (UTC+7:00) | Турция                                                | 1:1            | Саудовская Аравия                     | Место: Палембанг, Южная Суматра, Индонезия Стадион: Стадион Гелоры Шривиджая Судья: Джавад Асси             |
| Групповой этап, Игры исламской солидарности 2013                                       | 23 сентября 2013 15:30 (UTC+7:00) | - Окан Байдемир 7′                                    | 1:1            | - Аль-Сафари 14′                      | Место: Палембанг, Южная Суматра, Индонезия Стадион: Стадион Гелоры Шривиджая Судья: Джавад Асси             |
| Групповой этап, Игры исламской солидарности 2013                                       | 25 сентября 2013 15:30 (UTC+7:00) | Саудовская Аравия                                     | 2:2            | Ирак                                  | Место: Палембанг, Южная Суматра, Индонезия Стадион: Стадион Гелоры Шривиджая Судья: Рози Фаулур             |
| Групповой этап, Игры исламской солидарности 2013                                       | 25 сентября 2013 15:30 (UTC+7:00) | - Салех Мохаммед Джамаан 34′ - Омар Салман Сахими 43′ | 2:2            | - Амджад Валид 14′ - Амджад Калаф 14′ | Место: Палембанг, Южная Суматра, Индонезия Стадион: Стадион Гелоры Шривиджая Судья: Рози Фаулур             |
| Полуфинал, Игры исламской солидарности 2013                                            | 27 сентября 2013 19:30 (UTC+7:00) | Марокко                                               | 1:0 (доп. вр.) | Саудовская Аравия                     | Место: Палембанг, Южная Суматра, Индонезия Стадион: Стадион Гелоры Шривиджая                                |
| Полуфинал, Игры исламской солидарности 2013                                            | 27 сентября 2013 19:30 (UTC+7:00) | - Валид Эль-Карти 98′                                 | 1:0 (доп. вр.) |                                       | Место: Палембанг, Южная Суматра, Индонезия Стадион: Стадион Гелоры Шривиджая                                |
| Матч за 3-е место, Игры исламской солидарности 2013                                    | 27 сентября 2013 19:30 (UTC+7:00) | Турция                                                | 2:1            | Саудовская Аравия                     | Место: Палембанг, Южная Суматра, Индонезия Стадион: Стадион Гелоры Шривиджая Судья: Рози Фаулур             |
| Матч за 3-е место, Игры исламской солидарности 2013                                    | 27 сентября 2013 19:30 (UTC+7:00) | - Якуп Алкан 12′, 19′                                 | 2:1            | - Альгамди Абдулрахман 53′            | Место: Палембанг, Южная Суматра, Индонезия Стадион: Стадион Гелоры Шривиджая Судья: Рози Фаулур             |

## 2014 год
| Соревнование                                                           | Дата и время матча                | Сборная 1 (Голы)                                                  | Счёт (Отчёт) | Сборная 2 (Голы)                                                            | Примечания                                                                                              |
| ---------------------------------------------------------------------- | --------------------------------- | ----------------------------------------------------------------- | ------------ | --------------------------------------------------------------------------- | --- |
| Групповой этап, Чемпионат Азии по футболу среди молодёжных команд 2013 | 12 января 2014 20:00 (UTC+4:00)   | Саудовская Аравия                                                 | 1:3          | Ирак                                                                        | Место: Эс-Сиб, Маскат, Оман Стадион: Стадион Эс-Сиб Зрители: 484 Судья: Мохаммед Абдулла Мохамед        |
| Групповой этап, Чемпионат Азии по футболу среди молодёжных команд 2013 | 12 января 2014 20:00 (UTC+4:00)   | - Мохаммед Маджраши 89′                                           | 1:3          | - Исмаил 36′ - Марван Хусейн 50′, 69′                                       | Место: Эс-Сиб, Маскат, Оман Стадион: Стадион Эс-Сиб Зрители: 484 Судья: Мохаммед Абдулла Мохамед        |
| Групповой этап, Чемпионат Азии по футболу среди молодёжных команд 2013 | 14 января 2014 20:00 (UTC+4:00)   | Китай                                                             | 1:2          | Саудовская Аравия                                                           | Место: Эс-Сиб, Маскат, Оман Стадион: Стадион Эс-Сиб Зрители: 200 Судья: Фахадд Аль-Марри                |
| Групповой этап, Чемпионат Азии по футболу среди молодёжных команд 2013 | 14 января 2014 20:00 (UTC+4:00)   | - Ло Сенвен 57′                                                   | 1:2          | - Асири 47′ - Хавсави 77′ (пен.)                                            | Место: Эс-Сиб, Маскат, Оман Стадион: Стадион Эс-Сиб Зрители: 200 Судья: Фахадд Аль-Марри                |
| Групповой этап, Чемпионат Азии по футболу среди молодёжных команд 2013 | 16 января 2014 20:00 (UTC+4:00)   | Саудовская Аравия                                                 | 1:0          | Узбекистан                                                                  | Место: Эс-Сиб, Маскат, Оман Стадион: Стадион Эс-Сиб Зрители: 200 Судья: Мухаммад Таки                   |
| Групповой этап, Чемпионат Азии по футболу среди молодёжных команд 2013 | 16 января 2014 20:00 (UTC+4:00)   | - Закария Сами 60′                                                | 1:0          |                                                                             | Место: Эс-Сиб, Маскат, Оман Стадион: Стадион Эс-Сиб Зрители: 200 Судья: Мухаммад Таки                   |
| Четвертьфинал, Чемпионат Азии по футболу среди молодёжных команд 2013  | 20 января 2014 17:00 (UTC+4:00)   | Австралия                                                         | 1:2          | Саудовская Аравия                                                           | Место: Маскат, Маскат, Оман Стадион: Стадион Королевской полиции Омана Зрители: 200 Судья: Иида Джумпей |
| Четвертьфинал, Чемпионат Азии по футболу среди молодёжных команд 2013  | 20 января 2014 17:00 (UTC+4:00)   | - Питер Скапетис 77′ (пен.)                                       | 1:2          | - Асири 58′ - Абдулла Аль-Аммар 62′                                         | Место: Маскат, Маскат, Оман Стадион: Стадион Королевской полиции Омана Зрители: 200 Судья: Иида Джумпей |
| Полуфинал, Чемпионат Азии по футболу среди молодёжных команд 2013      | 23 января 2014 20:00 (UTC+4:00)   | Иордания                                                          | 1:3          | Саудовская Аравия                                                           | Место: Баушар, Маскат, Оман Стадион: Султан Кабус Зрители: 1 500 Судья: Фахадд Аль-Марри                |
| Полуфинал, Чемпионат Азии по футболу среди молодёжных команд 2013      | 23 января 2014 20:00 (UTC+4:00)   | - Аль-Дардур 34′                                                  | 1:3          | - Абдулла Аль-Аммар 29′ - Мохаммед Маджраши 65′ - Асири 90+2′ (пен.)        | Место: Баушар, Маскат, Оман Стадион: Султан Кабус Зрители: 1 500 Судья: Фахадд Аль-Марри                |
| Финал, Чемпионат Азии по футболу среди молодёжных команд 2013          | 26 января 2014 19:30 (UTC+4:00)   | Саудовская Аравия                                                 | 0:1          | Ирак                                                                        | Место: Эс-Сиб, Маскат, Оман Стадион: Стадион Эс-Сиб Зрители: 4 700 Судья: Мохаммед Абдулла Мохамед      |
| Финал, Чемпионат Азии по футболу среди молодёжных команд 2013          | 26 января 2014 19:30 (UTC+4:00)   | - Абдул-Рахим 33′                                                 | 0:1          |                                                                             | Место: Эс-Сиб, Маскат, Оман Стадион: Стадион Эс-Сиб Зрители: 4 700 Судья: Мохаммед Абдулла Мохамед      |
| Групповой этап, Футбол на летних Азиатских играх 2014                  | 14 сентября 2014 14:00 (UTC+9:00) | Саудовская Аравия                                                 | 3:0          | Лаос                                                                        | Место: Инчхон, Республика Корея Стадион: Инчхон Мунхак Судья: Минору Тодзё                              |
| Групповой этап, Футбол на летних Азиатских играх 2014                  | 14 сентября 2014 14:00 (UTC+9:00) | - Раед Аль-Гамди 75′ (пен.) - Аш-Шехри 86′ - Маджед Канабах 90+1′ | 3:0          |                                                                             | Место: Инчхон, Республика Корея Стадион: Инчхон Мунхак Судья: Минору Тодзё                              |
| Групповой этап, Футбол на летних Азиатских играх 2014                  | 17 сентября 2014 20:00 (UTC+9:00) | Республика Корея                                                  | 1:0          | Саудовская Аравия                                                           | Место: Ансан, Кёнгидо, Республика Корея Стадион: Ансан Ва Зрители: 23 850 Судья: Ма Нин                 |
| Групповой этап, Футбол на летних Азиатских играх 2014                  | 17 сентября 2014 20:00 (UTC+9:00) | - Ким Сын Дэ 12′                                                  | 1:0          |                                                                             | Место: Ансан, Кёнгидо, Республика Корея Стадион: Ансан Ва Зрители: 23 850 Судья: Ма Нин                 |
| Групповой этап, Футбол на летних Азиатских играх 2014                  | 21 сентября 2014 17:00 (UTC+9:00) | Малайзия                                                          | 0:3          | Саудовская Аравия                                                           | Место: Коян, Кёнгидо, Республика Корея Стадион: Коян (стадион) Судья: Ма Нин                            |
| Групповой этап, Футбол на летних Азиатских играх 2014                  | 21 сентября 2014 17:00 (UTC+9:00) | - Аль-Хафит 56′ - Маджед Канабах 72′ - Ахмед аль-Шехри 83′        | 0:3          |                                                                             | Место: Коян, Кёнгидо, Республика Корея Стадион: Коян (стадион) Судья: Ма Нин                            |
| 1/8 финала, Футбол на летних Азиатских играх 2014                      | 26 сентября 2014 20:00 (UTC+9:00) | Узбекистан                                                        | 2:3          | Саудовская Аравия                                                           | Место: Коян, Кёнгидо, Республика Корея Стадион: Коян (стадион) Судья: Чайя Махапаб                      |
| 1/8 финала, Футбол на летних Азиатских играх 2014                      | 26 сентября 2014 20:00 (UTC+9:00) | - Искандеров 45+1′ - Шодиев 70′                                   | 2:3          | - Раед Аль-Гамди 17′ (пен.) - Юлдашов 54′ (авт.) - Абдулазиз аль-Биши 90+5′ | Место: Коян, Кёнгидо, Республика Корея Стадион: Коян (стадион) Судья: Чайя Махапаб                      |
| Четветьфинал, Футбол на летних Азиатских играх 2014                    | 28 сентября 2014 17:00 (UTC+9:00) | Саудовская Аравия                                                 | 0:3          | Ирак                                                                        | Место: Коян, Кёнгидо, Республика Корея Стадион: Коян (стадион) Судья: Ахмед аль-Каф                     |
| Четветьфинал, Футбол на летних Азиатских играх 2014                    | 28 сентября 2014 17:00 (UTC+9:00) | - Махмуд 10′, 29′ - Абдулла аш-Шамех 49′ (авт.)                   | 0:3          |                                                                             | Место: Коян, Кёнгидо, Республика Корея Стадион: Коян (стадион) Судья: Ахмед аль-Каф                     |

## 2015 год
| Соревнование                                                                           | Дата и время матча              | Сборная 1 (Голы) | Счёт (Отчёт)       | Сборная 2 (Голы)                                                               | Примечания                                                                                           |
| -------------------------------------------------------------------------------------- | ------------------------------- | --- | ------------------ | ------------------------------------------------------------------------------ | --- |
| Групповой этап, Кубок наций Персидского залива по футболу среди молодёжных команд 2015 | 16 января 2015                  | Бахрейн | 2:3                | Саудовская Аравия                                                              | Место: Эр-Рифа-эш-Шарки, Бахрейн Стадион: Бахрейнский национальный стадион                           |
| Групповой этап, Кубок наций Персидского залива по футболу среди молодёжных команд 2015 | 16 января 2015                  | - Али Хасан 47′ - Матар 51′                                                                                                | 2:3                | - Абдулмаджид ас-Сулайхим 32′ - Ахмед ан-Надхри 77′ - Мохаммед ас-Сайари 90+1′ | Место: Эр-Рифа-эш-Шарки, Бахрейн Стадион: Бахрейнский национальный стадион                           |
| Групповой этап, Кубок наций Персидского залива по футболу среди молодёжных команд 2015 | 18 января 2015 16:30 (UTC+3:00) | Саудовская Аравия | 2:3                | Бахрейн                                                                        | Место: Эр-Рифа-эш-Шарки, Бахрейн Стадион: Бахрейнский национальный стадион Судья: Султан Аль-Марзуки |
| Групповой этап, Кубок наций Персидского залива по футболу среди молодёжных команд 2015 | 18 января 2015 16:30 (UTC+3:00) | - Абдулазиз аль-Биши 63′ - Ахмед ан-Надхри 72′                                                                             | 2:3                | - Аль-Рушаиди 9′, 43′ - Аль-Хамдани 48′                                        | Место: Эр-Рифа-эш-Шарки, Бахрейн Стадион: Бахрейнский национальный стадион Судья: Султан Аль-Марзуки |
| Полуфинал, Кубок наций Персидского залива по футболу среди молодёжных команд 2015      | 26 января 2015 15:30 (UTC+3:00) | ОАЭ | 1:1 (3:5 пенальти) | Саудовская Аравия                                                              | Место: Эр-Рифа-эш-Шарки, Бахрейн Стадион: Бахрейнский национальный стадион Судья: Абдулазиз Абдулла  |
| Полуфинал, Кубок наций Персидского залива по футболу среди молодёжных команд 2015      | 26 января 2015 15:30 (UTC+3:00) | - Халфан Мубарак 25′ | 1:1 (3:5 пенальти) | - Файзел Аль-Хараа 6′                                                          | Место: Эр-Рифа-эш-Шарки, Бахрейн Стадион: Бахрейнский национальный стадион Судья: Абдулазиз Абдулла  |
| Финал, Кубок наций Персидского залива по футболу среди молодёжных команд 2015          | 28 января 2015 17:45 (UTC+3:00) | Саудовская Аравия | 5:2                | Кувейт                                                                         | Место: Эр-Рифа-эш-Шарки, Бахрейн Стадион: Бахрейнский национальный стадион                           |
| Финал, Кубок наций Персидского залива по футболу среди молодёжных команд 2015          | 28 января 2015 17:45 (UTC+3:00) | - Абдулазиз аль-Биши 32′ - Мохаммед ас-Сайари 40′ - Ахмед ан-Надхри 67′ - Абдулмаджид ас-Сулайхим 74′ (пен.) - Осман 90+4′ | 5:2                | - Хезам 46′, 86′                                                               | Место: Эр-Рифа-эш-Шарки, Бахрейн Стадион: Бахрейнский национальный стадион                           |
| Групповой этап, Чемпионат Азии по футболу среди молодёжных команд 2016 (квалификация)  | 25 марта 2015 15:00 (UTC+4:30)  | Палестина | 0:1                | Саудовская Аравия                                                              | Место: Тегеран, Иран Стадион: Стадион Шахида Дастгерди Зрители: 50 Судья: Масуд Туфаэлиех            |
| Групповой этап, Чемпионат Азии по футболу среди молодёжных команд 2016 (квалификация)  | 25 марта 2015 15:00 (UTC+4:30)  | - Абдулла Маду 88′ (пен.)                                                                                                  | 0:1                |                                                                                | Место: Тегеран, Иран Стадион: Стадион Шахида Дастгерди Зрители: 50 Судья: Масуд Туфаэлиех            |
| Групповой этап, Чемпионат Азии по футболу среди молодёжных команд 2016 (квалификация)  | 27 марта 2015 15:00 (UTC+4:30)  | Саудовская Аравия | 0:0                | Афганистан                                                                     | Место: Тегеран, Иран Стадион: Стадион Шахида Дастгерди Зрители: 15 000 Судья: Дмитрий Машенцев       |
| Групповой этап, Чемпионат Азии по футболу среди молодёжных команд 2016 (квалификация)  | 27 марта 2015 15:00 (UTC+4:30)  | | 0:0                |                                                                                | Место: Тегеран, Иран Стадион: Стадион Шахида Дастгерди Зрители: 15 000 Судья: Дмитрий Машенцев       |
| Групповой этап, Чемпионат Азии по футболу среди молодёжных команд 2016 (квалификация)  | 29 марта 2015 15:00 (UTC+4:30)  | Непал | 0:6                | Саудовская Аравия                                                              | Место: Тегеран, Иран Стадион: Стадион Шахида Дастгерди Зрители: 40 Судья: Мохаммад Абу Лум           |
| Групповой этап, Чемпионат Азии по футболу среди молодёжных команд 2016 (квалификация)  | 29 марта 2015 15:00 (UTC+4:30)  | - Аль-Бассас 22′ - Ан-Натири 28′, 45′ - Мохаммед ас-Сайари 63′ - Аль-Муса 77′ - Аш-Шехри 85′                               | 0:6                |                                                                                | Место: Тегеран, Иран Стадион: Стадион Шахида Дастгерди Зрители: 40 Судья: Мохаммад Абу Лум           |
| Групповой этап, Чемпионат Азии по футболу среди молодёжных команд 2016 (квалификация)  | 31 марта 2015 17:00 (UTC+4:30)  | Саудовская Аравия | 2:1                | Иран                                                                           | Место: Тегеран, Иран Стадион: Азади Зрители: 2 000 Судья: Дмитрий Машенцев                           |
| Групповой этап, Чемпионат Азии по футболу среди молодёжных команд 2016 (квалификация)  | 31 марта 2015 17:00 (UTC+4:30)  | - Асири 22′ - Абдулрахман аль-Гамди 63′                                                                                    | 2:1                | - Аль-Ями 84′ (авт.)                                                           | Место: Тегеран, Иран Стадион: Азади Зрители: 2 000 Судья: Дмитрий Машенцев                           |
| Товарищеский матч                                                                      | 1 сентября 2015                 | Узбекистан | 1:3                | Саудовская Аравия                                                              | Место: Трнава, Трнавский край, Словакия                                                              |
| Товарищеский матч                                                                      | 1 сентября 2015                 | - Уринбаев 82′ | 1:3                |                                                                                | Место: Трнава, Трнавский край, Словакия                                                              |
| Товарищеский матч                                                                      | 8 сентября 2015                 | Узбекистан | 0:0                | Саудовская Аравия                                                              | Место: Трнава, Трнавский край, Словакия                                                              |
| Товарищеский матч                                                                      | 8 сентября 2015                 | | 0:0                |                                                                                | Место: Трнава, Трнавский край, Словакия                                                              |
| Групповой этап, Чемпионат Федерации футбола Западной Азии среди молодёжных команд 2015 | 4 октября 2015 16:30 (UTC+3:00) | Иран | 2:2                | Саудовская Аравия                                                              | Место: Доха, Катар Стадион: Стадион имени Абдуллы бин Халифа Зрители: 500 Судья: Джавад Асси         |
| Групповой этап, Чемпионат Федерации футбола Западной Азии среди молодёжных команд 2015 | 4 октября 2015 16:30 (UTC+3:00) | - Амир Арсалан Мотахари 8′, 16′                                                                                            | 2:2                | - Абдулла Маду 18′ (пен.) - Абдулмаджид ас-Сулайхим 79′                        | Место: Доха, Катар Стадион: Стадион имени Абдуллы бин Халифа Зрители: 500 Судья: Джавад Асси         |
| Групповой этап, Чемпионат Федерации футбола Западной Азии среди молодёжных команд 2015 | 7 октября 2015 16:30 (UTC+3:00) | Саудовская Аравия | 3:2                | Бахрейн                                                                        | Место: Доха, Катар Стадион: Стадион имени Абдуллы бин Халифа Зрители: 500                            |
| Групповой этап, Чемпионат Федерации футбола Западной Азии среди молодёжных команд 2015 | 7 октября 2015 16:30 (UTC+3:00) | - Раед Аль-Гамди 34′ - Абдулмаджид ас-Сулайхим 80′ - Абдулла Маду 90+1′ (пен.)                                             | 3:2                | - Абдулрасул 83′ (пен.) - Хасан 90+3′                                          | Место: Доха, Катар Стадион: Стадион имени Абдуллы бин Халифа Зрители: 500                            |

## 2016 год
| Соревнование                                                           | Дата и время матча              | Сборная 1 (Голы)                                       | Счёт (Отчёт) | Сборная 2 (Голы)                                           | Примечания                                                                                        |
| ---------------------------------------------------------------------- | ------------------------------- | ------------------------------------------------------ | ------------ | ---------------------------------------------------------- | ------------------------------------------------------------------------------------------------- |
| Товарищеский матч                                                      | 7 января 2016 08:20 (UTC+3:00)  | Саудовская Аравия                                      | 0:0          | Республика Корея                                           | Место: Дубай, ОАЭ Стадион: Мактум ибн Рашид Аль Мактум Зрители: 350 Судья: Султан Мохамед Салех   |
| Товарищеский матч                                                      | 7 января 2016 08:20 (UTC+3:00)  |                                                        | 0:0          |                                                            | Место: Дубай, ОАЭ Стадион: Мактум ибн Рашид Аль Мактум Зрители: 350 Судья: Султан Мохамед Салех   |
| Групповой этап, Чемпионат Азии по футболу среди молодёжных команд 2016 | 13 января 2016 19:30 (UTC+3:00) | Саудовская Аравия                                      | 1:1          | Таиланд                                                    | Место: Доха, Катар Стадион: Стадион Гранд Хамад Зрители: 1 531 Судья: Мохаммед Абдулла Мохамед    |
| Групповой этап, Чемпионат Азии по футболу среди молодёжных команд 2016 | 13 января 2016 19:30 (UTC+3:00) | - Мохаммед ас-Сайари 71′                               | 1:1          | - Пиньо Инпинит 84′                                        | Место: Доха, Катар Стадион: Стадион Гранд Хамад Зрители: 1 531 Судья: Мохаммед Абдулла Мохамед    |
| Групповой этап, Чемпионат Азии по футболу среди молодёжных команд 2016 | 16 января 2016 19:30 (UTC+3:00) | КНДР                                                   | 1:1          | Саудовская Аравия                                          | Место: Доха, Катар Стадион: Стадион Гранд Хамад Зрители: 1 674 Судья: Адхам Махадмех              |
| Групповой этап, Чемпионат Азии по футболу среди молодёжных команд 2016 | 16 января 2016 19:30 (UTC+3:00) | - Ким Ён Ир 27′ - Юнь Иль Гван 52′ - Чан Кук Чхоль 85′ | 1:1          | - Канно 70′ - Аль-Муваллад 62′ - Абдулрахман аль-Гамди 69′ | Место: Доха, Катар Стадион: Стадион Гранд Хамад Зрители: 1 674 Судья: Адхам Махадмех              |
| Групповой этап, Чемпионат Азии по футболу среди молодёжных команд 2016 | 19 января 2016 19:30 (UTC+3:00) | Саудовская Аравия                                      | 1:2          | Япония                                                     | Место: Доха, Катар Стадион: Стадион Сухайм бин Хамад Зрители: 807 Судья: Мохаммед Абдулла Мохамед |
| Групповой этап, Чемпионат Азии по футболу среди молодёжных команд 2016 | 19 января 2016 19:30 (UTC+3:00) | - Абдулла Маду 57′ (пен.)                              | 1:2          | - Осима 32′ - Идэгути 53′                                  | Место: Доха, Катар Стадион: Стадион Сухайм бин Хамад Зрители: 807 Судья: Мохаммед Абдулла Мохамед |

## 2017 год
| Соревнование                                                                          | Дата и время матча            | Сборная 1 (Голы)                                                                                              | Счёт (Отчёт) | Сборная 2 (Голы)   | Примечания |
| ------------------------------------------------------------------------------------- | ----------------------------- | --- | ------------ | ------------------ | --- |
| Групповой этап, Игры исламской солидарности 2017                                      | 8 мая 2017 10:30 (UTC+4:00)   | Саудовская Аравия                                                                                             | 0:1          | Марокко            | Место: Баку, Азербайджан Стадион: AZAL Arena Судья: Николай Балакин                                                                                 |
| Групповой этап, Игры исламской солидарности 2017                                      | 8 мая 2017 10:30 (UTC+4:00)   | - Эль Мафтул 76′                                                                                              | 0:1          |                    | Место: Баку, Азербайджан Стадион: AZAL Arena Судья: Николай Балакин                                                                                 |
| Групповой этап, Игры исламской солидарности 2017                                      | 11 мая 2017 18:30 (UTC+4:00)  | Азербайджан                                                                                                   | 2:0          | Саудовская Аравия  | Место: Баку, Азербайджан Стадион: Баил Арена Судья: Андрей Чебан                                                                                    |
| Групповой этап, Игры исламской солидарности 2017                                      | 11 мая 2017 18:30 (UTC+4:00)  | - Абдуллаев 67′ - Рамазанов 81′                                                                               | 2:0          |                    | Место: Баку, Азербайджан Стадион: Баил Арена Судья: Андрей Чебан                                                                                    |
| Групповой этап, Игры исламской солидарности 2017                                      | 15 мая 2017 18:30 (UTC+4:00)  | Камерун | 3:0          | Саудовская Аравия  | Место: Баку, Азербайджан Стадион: Баил Арена Судья: Алияр Агаев                                                                                     |
| Групповой этап, Игры исламской солидарности 2017                                      | 15 мая 2017 18:30 (UTC+4:00)  | - Нколо Оссингане 39′ - Пангоп Чиджуи 45+1′ (пен.) - Баньяк 59′                                               | 3:0          |                    | Место: Баку, Азербайджан Стадион: Баил Арена Судья: Алияр Агаев                                                                                     |
| Групповой этап, Чемпионат Азии по футболу среди молодёжных команд 2018 (квалификация) | 19 июля 2017 15:00 (UTC+3:00) | Саудовская Аравия                                                                                             | 3:1          | Бахрейн            | Место: Эр-Рияд, Эр-Рияд, Саудовская Аравия Стадион: Международный стадион имени принца Фейсала бин Фахда Зрители: 500 Судья: Нагор Амир Нур Мохамед |
| Групповой этап, Чемпионат Азии по футболу среди молодёжных команд 2018 (квалификация) | 19 июля 2017 15:00 (UTC+3:00) | - Аль-Арьяни 7′ - Аль-Наджей 73′ (пен.) - Аш-Шамсан 83′ (авт.)                                                | 3:1          | - Мадан 63′ (пен.) | Место: Эр-Рияд, Эр-Рияд, Саудовская Аравия Стадион: Международный стадион имени принца Фейсала бин Фахда Зрители: 500 Судья: Нагор Амир Нур Мохамед |
| Групповой этап, Чемпионат Азии по футболу среди молодёжных команд 2018 (квалификация) | 21 июля 2017 20:55 (UTC+3:00) | Афганистан | 0:8          | Саудовская Аравия  | Место: Эр-Рияд, Эр-Рияд, Саудовская Аравия Стадион: Международный стадион имени принца Фейсала бин Фахда Зрители: 200 Судья: Дмитрий Машенцев       |
| Групповой этап, Чемпионат Азии по футболу среди молодёжных команд 2018 (квалификация) | 21 июля 2017 20:55 (UTC+3:00) | - Абдуллах аль-Амри 12′, 22′ - Аль-Наджей 15′ - Аль-Арьяни 18′, 45+4′ - Аль-Тамбакти 58′ - Ар-Рашиди 72′, 81′ | 0:8          |                    | Место: Эр-Рияд, Эр-Рияд, Саудовская Аравия Стадион: Международный стадион имени принца Фейсала бин Фахда Зрители: 200 Судья: Дмитрий Машенцев       |
| Групповой этап, Чемпионат Азии по футболу среди молодёжных команд 2018 (квалификация) | 23 июля 2017 20:55 (UTC+3:00) | Ирак | 2:0          | Саудовская Аравия  | Место: Эр-Рияд, Эр-Рияд, Саудовская Аравия Стадион: Международный стадион имени принца Фейсала бин Фахда Зрители: 500 Судья: Якуб Абдул Баки        |
| Групповой этап, Чемпионат Азии по футболу среди молодёжных команд 2018 (квалификация) | 23 июля 2017 20:55 (UTC+3:00) | - Ас-Саеди 23′ - Хусейн 45+1′                                                                                 | 2:0          |                    | Место: Эр-Рияд, Эр-Рияд, Саудовская Аравия Стадион: Международный стадион имени принца Фейсала бин Фахда Зрители: 500 Судья: Якуб Абдул Баки        |

## 2018 год
| Соревнование                                                           | Дата и время матча               | Сборная 1 (Голы)                                            | Счёт (Отчёт) | Сборная 2 (Голы)                             | Примечания                                                                                  |
| ---------------------------------------------------------------------- | -------------------------------- | ----------------------------------------------------------- | ------------ | -------------------------------------------- | ------------------------------------------------------------------------------------------- |
| Групповой этап, Чемпионат Азии по футболу среди молодёжных команд 2018 | 10 января 2018 19:30 (UTC+8:00)  | Иордания                                                    | 2:2          | Саудовская Аравия                            | Место: Чаншу, Цзянсу, Китай Стадион: Чаншу (стадион) Зрители: 240 Судья: Дзюмпэй Иида       |
| Групповой этап, Чемпионат Азии по футболу среди молодёжных команд 2018 | 10 января 2018 19:30 (UTC+8:00)  | - Баха Файсал 12′, 78′                                      | 2:2          | - Аль-Амри 85′ - Аль-Аназ 90+4′ (пен.)       | Место: Чаншу, Цзянсу, Китай Стадион: Чаншу (стадион) Зрители: 240 Судья: Дзюмпэй Иида       |
| Групповой этап, Чемпионат Азии по футболу среди молодёжных команд 2018 | 13 января 2018 19:30 (UTC+8:00)  | Саудовская Аравия                                           | 0:0          | Ирак                                         | Место: Чаншу, Цзянсу, Китай Стадион: Чаншу (стадион) Зрители: 1 010 Судья: Ма Нин           |
| Групповой этап, Чемпионат Азии по футболу среди молодёжных команд 2018 | 13 января 2018 19:30 (UTC+8:00)  |                                                             | 0:0          |                                              | Место: Чаншу, Цзянсу, Китай Стадион: Чаншу (стадион) Зрители: 1 010 Судья: Ма Нин           |
| Групповой этап, Чемпионат Азии по футболу среди молодёжных команд 2018 | 16 января 2018 19:30 (UTC+8:00)  | Саудовская Аравия                                           | 0:1          | Малайзия                                     | Место: Куньшань, Цзянсу, Китай Стадион: Куньшань (стадион) Зрители: 1 010 Судья: Рюдзи Сато |
| Групповой этап, Чемпионат Азии по футболу среди молодёжных команд 2018 | 16 января 2018 19:30 (UTC+8:00)  | - Даниал Амьер Норхишам 28′                                 | 0:1          |                                              | Место: Куньшань, Цзянсу, Китай Стадион: Куньшань (стадион) Зрители: 1 010 Судья: Рюдзи Сато |
| Групповой этап, Футбол на летних Азиатских играх 2018                  | 15 августа 2018 16:00 (UTC+7:00) | Саудовская Аравия                                           | 0:0          | Иран                                         | Место: Чикаранг, Западная Ява, Индонезия Стадион: Вибава Мукти Судья: Янсен Фу Чуан Хуэй    |
| Групповой этап, Футбол на летних Азиатских играх 2018                  | 15 августа 2018 16:00 (UTC+7:00) |                                                             | 0:0          |                                              | Место: Чикаранг, Западная Ява, Индонезия Стадион: Вибава Мукти Судья: Янсен Фу Чуан Хуэй    |
| Групповой этап, Футбол на летних Азиатских играх 2018                  | 17 августа 2018 19:00 (UTC+7:00) | Мьянма                                                      | 0:3          | Саудовская Аравия                            | Место: Чикаранг, Западная Ява, Индонезия Стадион: Вибава Мукти Судья: Чарымурат Курбанов    |
| Групповой этап, Футбол на летних Азиатских играх 2018                  | 17 августа 2018 19:00 (UTC+7:00) | - Абдулрахман Гариб 15′ (пен.), 59′ (пен.) - Аль-Банаки 89′ | 0:3          |                                              | Место: Чикаранг, Западная Ява, Индонезия Стадион: Вибава Мукти Судья: Чарымурат Курбанов    |
| Групповой этап, Футбол на летних Азиатских играх 2018                  | 20 августа 2018 16:00 (UTC+7:00) | КНДР                                                        | 3:0          | Саудовская Аравия                            | Место: Чикаранг, Западная Ява, Индонезия Стадион: Вибава Мукти Судья: Насрулло Кабиров      |
| Групповой этап, Футбол на летних Азиатских играх 2018                  | 20 августа 2018 16:00 (UTC+7:00) | - Ким Ён Ир 2′ - Ким Ю Сон 25′, 51′                         | 3:0          |                                              | Место: Чикаранг, Западная Ява, Индонезия Стадион: Вибава Мукти Судья: Насрулло Кабиров      |
| 1/8 финала, Футбол на летних Азиатских играх 2018                      | 24 августа 2018 16:00 (UTC+7:00) | Китай                                                       | 3:4          | Саудовская Аравия                            | Место: Бекаси, Западная Ява, Индонезия Стадион: Патриот (стадион) Судья: Ким Дэ Ён          |
| 1/8 финала, Футбол на летних Азиатских играх 2018                      | 24 августа 2018 16:00 (UTC+7:00) | - Яо Цзюньшэн 80′ - Хуан Цзычан 88′ - Вэй Шихао 90+5′       | 3:4          | - Камара 16′, 33′, 60′ - Саад Аль-Селули 29′ | Место: Бекаси, Западная Ява, Индонезия Стадион: Патриот (стадион) Судья: Ким Дэ Ён          |
| Четвертьфинал, Футбол на летних Азиатских играх 2018                   | 27 августа 2018 16:00 (UTC+7:00) | Саудовская Аравия                                           | 1:2          | Япония                                       | Место: Чибинон, Западная Ява, Индонезия Стадион: Пакансари Судья: Тимур Файзуллин           |
| Четвертьфинал, Футбол на летних Азиатских играх 2018                   | 27 августа 2018 16:00 (UTC+7:00) | - Юго Тацута 39′ (авт.)                                     | 1:2          | - Юто Ивасаки 31′, 73′                       | Место: Чибинон, Западная Ява, Индонезия Стадион: Пакансари Судья: Тимур Файзуллин           |

## 2019 год
| Соревнование                                                                          | Дата и время матча                | Сборная 1 (Голы)                                                              | Счёт (Отчёт) | Сборная 2 (Голы)                           | Примечания |
| ------------------------------------------------------------------------------------- | --------------------------------- | ----------------------------------------------------------------------------- | ------------ | ------------------------------------------ | --- |
| Товарищеский матч                                                                     | 25 января 2019 19:30 (UTC+3:00)   | Саудовская Аравия                                                             | 2:1          | Ирак                                       | Место: Эр-Рияд, Эр-Рияд, Саудовская Аравия Стадион: Стадион имени принца Турки бин Абдулазиза                                             |
| Товарищеский матч                                                                     | 25 января 2019 19:30 (UTC+3:00)   | - Аль-Хамдан 15′, 33′                                                         | 2:1          | - Аль-Аммари 81′ (пен.)                    | Место: Эр-Рияд, Эр-Рияд, Саудовская Аравия Стадион: Стадион имени принца Турки бин Абдулазиза                                             |
| Товарищеский матч                                                                     | 28 января 2019 15:30 (UTC+3:00)   | Саудовская Аравия                                                             | 1:3          | Ирак                                       | Место: Эр-Рияд, Эр-Рияд, Саудовская Аравия Стадион: Аль-Хилаль                                                                            |
| Товарищеский матч                                                                     | 28 января 2019 15:30 (UTC+3:00)   | - Аль-Ходжайли 30′                                                            | 1:3          | - Аль-Аммари - Межер - Джаббар             | Место: Эр-Рияд, Эр-Рияд, Саудовская Аравия Стадион: Аль-Хилаль                                                                            |
| Групповой этап, Чемпионат Азии по футболу среди молодёжных команд 2020 (квалификация) | 22 марта 2019 20:25 (UTC+3:00)    | Саудовская Аравия                                                             | 6:0          | Мальдивы                                   | Место: Эр-Рияд, Эр-Рияд, Саудовская Аравия Стадион: Международный стадион имени принца Фейсала бин Фахда Зрители: 122 Судья: Такуто Окабэ |
| Групповой этап, Чемпионат Азии по футболу среди молодёжных команд 2020 (квалификация) | 22 марта 2019 20:25 (UTC+3:00)    | - Аль-Ями 26′ - Абдулла аль-Хамдан 27′, 67′, 73′ - Гариб 49′ - Аль-Хулайф 78′ | 6:0          |                                            | Место: Эр-Рияд, Эр-Рияд, Саудовская Аравия Стадион: Международный стадион имени принца Фейсала бин Фахда Зрители: 122 Судья: Такуто Окабэ |
| Групповой этап, Чемпионат Азии по футболу среди молодёжных команд 2020 (квалификация) | 24 марта 2019 20:25 (UTC+3:00)    | Ливан                                                                         | 0:2          | Саудовская Аравия                          | Место: Эр-Рияд, Эр-Рияд, Саудовская Аравия Стадион: Международный стадион имени принца Фейсала бин Фахда Зрители: 262 Судья: Азиз Азимов  |
| Групповой этап, Чемпионат Азии по футболу среди молодёжных команд 2020 (квалификация) | 24 марта 2019 20:25 (UTC+3:00)    | - Аль-Ями 30′ - С. Аль-Селули 90+3′                                           | 0:2          |                                            | Место: Эр-Рияд, Эр-Рияд, Саудовская Аравия Стадион: Международный стадион имени принца Фейсала бин Фахда Зрители: 262 Судья: Азиз Азимов  |
| Групповой этап, Чемпионат Азии по футболу среди молодёжных команд 2020 (квалификация) | 26 марта 2019 20:25 (UTC+3:00)    | Саудовская Аравия                                                             | 1:1          | ОАЭ                                        | Место: Эр-Рияд, Эр-Рияд, Саудовская Аравия Стадион: Международный стадион имени принца Фейсала бин Фахда Зрители: 300 Судья: Такуто Окабэ |
| Групповой этап, Чемпионат Азии по футболу среди молодёжных команд 2020 (квалификация) | 26 марта 2019 20:25 (UTC+3:00)    | - С. Аль-Селули 64′                                                           | 1:1          | - З. Аль-Амери 51′                         | Место: Эр-Рияд, Эр-Рияд, Саудовская Аравия Стадион: Международный стадион имени принца Фейсала бин Фахда Зрители: 300 Судья: Такуто Окабэ |
| Товарищеский матч                                                                     | 7 сентября 2019 20:00 (UTC+2:00)  | Египет                                                                        | 4:1          | Саудовская Аравия                          | Место: Суэц, Египет Стадион: Суэц Стэдиум Судья: Ахмед Эль Гандур                                                                         |
| Товарищеский матч                                                                     | 7 сентября 2019 20:00 (UTC+2:00)  | - Тахер 3′ - Собхи 13′ - Эль Фотух 26′ - Мохсен 49′                           | 4:1          | - аль-Амри 30′                             | Место: Суэц, Египет Стадион: Суэц Стэдиум Судья: Ахмед Эль Гандур                                                                         |
| Товарищеский матч                                                                     | 10 сентября 2019 19:00 (UTC+2:00) | Египет                                                                        | 1:0          | Саудовская Аравия                          | Место: Суэц, Египет Стадион: Суэц Стэдиум Судья: Амин Омар                                                                                |
| Товарищеский матч                                                                     | 10 сентября 2019 19:00 (UTC+2:00) | - Галал 6′                                                                    | 1:0          |                                            | Место: Суэц, Египет Стадион: Суэц Стэдиум Судья: Амин Омар                                                                                |
| Товарищеский матч                                                                     | 11 октября 2019 15:00 (UTC+8:00)  | Саудовская Аравия                                                             | 1:0          | Иордания                                   | Место: Чунцин, Китай Стадион: Спортивный центр Ваньчжоу                                                                                   |
| Товарищеский матч                                                                     | 11 октября 2019 15:00 (UTC+8:00)  | - Гариб 51′                                                                   | 1:0          |                                            | Место: Чунцин, Китай Стадион: Спортивный центр Ваньчжоу                                                                                   |
| Товарищеский матч                                                                     | 13 октября 2019 19:35 (UTC+8:00)  | Китай                                                                         | 0:0          | Саудовская Аравия                          | Место: Чунцин, Китай Стадион: Спортивный центр Ваньчжоу                                                                                   |
| Товарищеский матч                                                                     | 13 октября 2019 19:35 (UTC+8:00)  |                                                                               | 0:0          |                                            | Место: Чунцин, Китай Стадион: Спортивный центр Ваньчжоу                                                                                   |
| Товарищеский матч                                                                     | 15 октября 2019 15:00 (UTC+8:00)  | Саудовская Аравия                                                             | 1:1          | Индия                                      | Место: Чунцин, Китай Стадион: Спортивный центр Ваньчжоу                                                                                   |
| Товарищеский матч                                                                     | 15 октября 2019 15:00 (UTC+8:00)  | - Аль-Селули 10′                                                              | 1:1          | - ??? 15′                                  | Место: Чунцин, Китай Стадион: Спортивный центр Ваньчжоу                                                                                   |
| Кубок Дубая 2019                                                                      | 13 ноября 2019 16:15 (UTC+4:00)   | Саудовская Аравия                                                             | 0:2          | Республика Корея                           | Место: Дубай, Объединённые Арабские Эмираты Стадион: Дубайский клубный стадион                                                            |
| Кубок Дубая 2019                                                                      | 13 ноября 2019 16:15 (UTC+4:00)   | - Ли Дон Чжун 55′ - Чо Гэ Сон 77′                                             | 0:2          |                                            | Место: Дубай, Объединённые Арабские Эмираты Стадион: Дубайский клубный стадион                                                            |
| Кубок Дубая 2019                                                                      | 15 ноября 2019 18:15 (UTC+4:00)   | Саудовская Аравия                                                             | 0:2          | ОАЭ                                        | Место: Дубай, Объединённые Арабские Эмираты Стадион: Дубайский клубный стадион                                                            |
| Кубок Дубая 2019                                                                      | 15 ноября 2019 18:15 (UTC+4:00)   | - Мохаммед Аль-Хаммади 5′, 22′                                                | 0:2          |                                            | Место: Дубай, Объединённые Арабские Эмираты Стадион: Дубайский клубный стадион                                                            |
| Кубок Дубая 2019                                                                      | 17 ноября 2019 18:15 (UTC+4:00)   | Саудовская Аравия                                                             | 2:1          | Бахрейн                                    | Место: Дубай, Объединённые Арабские Эмираты Стадион: Стадион имени Зеяба Авана                                                            |
| Кубок Дубая 2019                                                                      | 17 ноября 2019 18:15 (UTC+4:00)   | - Фаваз Аль-Тораис 34′ - Мохаммед аль-Маджхад 75′                             | 2:1          | - ??? 68′                                  | Место: Дубай, Объединённые Арабские Эмираты Стадион: Стадион имени Зеяба Авана                                                            |
| Кубок Дубая 2019                                                                      | 19 ноября 2019 18:00 (UTC+4:00)   | Узбекистан                                                                    | 2:2          | Саудовская Аравия                          | Место: Дубай, Объединённые Арабские Эмираты Стадион: Стадион имени Зеяба Авана                                                            |
| Кубок Дубая 2019                                                                      | 19 ноября 2019 18:00 (UTC+4:00)   | - Кобилов 48′ - Абдуллаев 90+2′                                               | 2:2          | - Саад аль-Селули 5′ - Сами аль-Наджей 17′ | Место: Дубай, Объединённые Арабские Эмираты Стадион: Стадион имени Зеяба Авана                                                            |
| Товарищеский матч                                                                     | 27 ноября 2019 16:00 (UTC+8:00)   | Саудовская Аравия                                                             | 1:1          | Иордания                                   | Место: Шах-Алам, Селангор, Малайзия Стадион: Шах-Алам Зрители: 5 526 Судья: Хесус Валенсуэла                                              |
| Товарищеский матч                                                                     | 27 ноября 2019 16:00 (UTC+8:00)   | - Хуссейн аль-Эйса 9′                                                         | 1:1          | - Алван 41′                                | Место: Шах-Алам, Селангор, Малайзия Стадион: Шах-Алам Зрители: 5 526 Судья: Хесус Валенсуэла                                              |

## 2020 год
| Соревнование                                                           | Дата и время матча              | Сборная 1 (Голы)                                                    | Счёт (Отчёт)   | Сборная 2 (Голы)                      | Примечания                                                                                                 |
| ---------------------------------------------------------------------- | ------------------------------- | ------------------------------------------------------------------- | -------------- | ------------------------------------- | --- |
| Товарищеский матч                                                      | 3 января 2020 17:00 (UTC+7:00)  | Таиланд                                                             | 0:1            | Саудовская Аравия                     | Место: Нонтхабури, Нонтхабури, Таиланд Стадион: Стадион провинции Нонтхабури                               |
| Товарищеский матч                                                      | 3 января 2020 17:00 (UTC+7:00)  | - Аль-Хамдан 43′                                                    | 0:1            |                                       | Место: Нонтхабури, Нонтхабури, Таиланд Стадион: Стадион провинции Нонтхабури                               |
| Групповой этап, Чемпионат Азии по футболу среди молодёжных команд 2020 | 9 января 2020 20:15 (UTC+7:00)  | Япония                                                              | 1:2            | Саудовская Аравия                     | Место: Рангсит, Патхумтхани, Таиланд Стадион: Таммасат (стадион) Зрители: 1 433 Судья: Крис Бит            |
| Групповой этап, Чемпионат Азии по футболу среди молодёжных команд 2020 | 9 января 2020 20:15 (UTC+7:00)  | - Мешино 56′                                                        | 1:2            | - Аль-Хулайф 48′ - Гариб 88′ (пен.)   | Место: Рангсит, Патхумтхани, Таиланд Стадион: Таммасат (стадион) Зрители: 1 433 Судья: Крис Бит            |
| Групповой этап, Чемпионат Азии по футболу среди молодёжных команд 2020 | 12 января 2020 17:15 (UTC+7:00) | Саудовская Аравия                                                   | 0:0            | Катар                                 | Место: Рангсит, Патхумтхани, Таиланд Стадион: Таммасат (стадион) Зрители: 150 Судья: Ма Нин                |
| Групповой этап, Чемпионат Азии по футболу среди молодёжных команд 2020 | 12 января 2020 17:15 (UTC+7:00) |                                                                     | 0:0            |                                       | Место: Рангсит, Патхумтхани, Таиланд Стадион: Таммасат (стадион) Зрители: 150 Судья: Ма Нин                |
| Групповой этап, Чемпионат Азии по футболу среди молодёжных команд 2020 | 15 января 2020 20:15 (UTC+7:00) | Саудовская Аравия                                                   | 1:0            | Сирия                                 | Место: Рангсит, Патхумтхани, Таиланд Стадион: Таммасат (стадион) Зрители: 87 Судья: Хеттикамканамге Перера |
| Групповой этап, Чемпионат Азии по футболу среди молодёжных команд 2020 | 15 января 2020 20:15 (UTC+7:00) | - Аль-Бурайкан 80′                                                  | 1:0            |                                       | Место: Рангсит, Патхумтхани, Таиланд Стадион: Таммасат (стадион) Зрители: 87 Судья: Хеттикамканамге Перера |
| Четвертьфинал, Чемпионат Азии по футболу среди молодёжных команд 2020  | 18 января 2020 17:15 (UTC+7:00) | Саудовская Аравия                                                   | 1:0            | Таиланд                               | Место: Рангсит, Патхумтхани, Таиланд Стадион: Таммасат (стадион) Зрители: 14 958 Судья: Ахмед аль-Каф      |
| Четвертьфинал, Чемпионат Азии по футболу среди молодёжных команд 2020  | 18 января 2020 17:15 (UTC+7:00) | - Абдулла аль-Хамдан 78′ (пен.)                                     | 1:0            |                                       | Место: Рангсит, Патхумтхани, Таиланд Стадион: Таммасат (стадион) Зрители: 14 958 Судья: Ахмед аль-Каф      |
| Полуфинал, Чемпионат Азии по футболу среди молодёжных команд 2020      | 22 января 2020 17:15 (UTC+7:00) | Саудовская Аравия                                                   | 1:0            | Узбекистан                            | Место: Бангкок, Таиланд Стадион: Раджамангала Зрители: 329 Судья: Рюдзи Сато                               |
| Полуфинал, Чемпионат Азии по футболу среди молодёжных команд 2020      | 22 января 2020 17:15 (UTC+7:00) | - Насер аль-Омран 87′                                               | 1:0            |                                       | Место: Бангкок, Таиланд Стадион: Раджамангала Зрители: 329 Судья: Рюдзи Сато                               |
| Финал, Чемпионат Азии по футболу среди молодёжных команд 2020          | 26 января 2020 19:30 (UTC+7:00) | Республика Корея                                                    | 1:0 (доп. вр.) | Саудовская Аравия                     | Место: Рангсит, Патхумтхани, Таиланд Стадион: Таммасат (стадион) Зрители: 2 879 Судья: Крис Бит            |
| Финал, Чемпионат Азии по футболу среди молодёжных команд 2020          | 26 января 2020 19:30 (UTC+7:00) | - Чон Тэ Ук 113′                                                    | 1:0 (доп. вр.) |                                       | Место: Рангсит, Патхумтхани, Таиланд Стадион: Таммасат (стадион) Зрители: 2 879 Судья: Крис Бит            |
| Товарищеский матч                                                      | 13 ноября 2020 18:00 (UTC+3:00) | Саудовская Аравия                                                   | 0:0            | Кот-д’Ивуар                           | Место: Эд-Даммам, Саудовская Аравия Стадион: Стадион имени принца Мохамеда бин Фахда                       |
| Товарищеский матч                                                      | 13 ноября 2020 18:00 (UTC+3:00) |                                                                     | 0:0            |                                       | Место: Эд-Даммам, Саудовская Аравия Стадион: Стадион имени принца Мохамеда бин Фахда                       |
| Товарищеский матч                                                      | 14 ноября 2020 18:00 (UTC+3:00) | Саудовская Аравия                                                   | 3:2            | ЮАР                                   | Место: Джидда, Саудовская Аравия Стадион: Король Абдалла Спортс Сити                                       |
| Товарищеский матч                                                      | 14 ноября 2020 18:00 (UTC+3:00) | - Аль-Наджей 45+1′ - Насер аль-Омран 88′ - Рамзи Солан 90+2′ (пен.) | 3:2            | - Захеле Лепаса 42′ - Фагри Лакей 89′ | Место: Джидда, Саудовская Аравия Стадион: Король Абдалла Спортс Сити                                       |
| Товарищеский матч                                                      | 17 ноября 2020                  | Саудовская Аравия                                                   | 1:1            | ЮАР                                   | Место: Джидда, Саудовская Аравия Стадион: Король Абдалла Спортс Сити                                       |
| Товарищеский матч                                                      | 17 ноября 2020                  | - Гариб 77′ (пен.)                                                  | 1:1            | - Лелету Скелем 56′                   | Место: Джидда, Саудовская Аравия Стадион: Король Абдалла Спортс Сити                                       |

## 2021 год
| Соревнование                                                                           | Дата и время матча               | Сборная 1 (Голы)                                                       | Счёт (Отчёт) | Сборная 2 (Голы)                                    | Примечания |
| -------------------------------------------------------------------------------------- | -------------------------------- | ---------------------------------------------------------------------- | ------------ | --------------------------------------------------- | --- |
| Товарищеский матч                                                                      | 27 марта 2021 17:30 (UTC+3:00)   | Саудовская Аравия                                                      | 3:2          | Либерия                                             | Место: Эр-Рияд, Эр-Рияд, Саудовская Аравия Стадион: Международный стадион имени принца Фейсала бин Фахда                 |
| Товарищеский матч                                                                      | 27 марта 2021 17:30 (UTC+3:00)   | - Мохаммед Маран 55′ - Хамед аль-Гамди 84′ - Хуссейн аль-Эйса 90+6′    | 3:2          | - Маркус Маколей 72′ - Двех 90+2′                   | Место: Эр-Рияд, Эр-Рияд, Саудовская Аравия Стадион: Международный стадион имени принца Фейсала бин Фахда                 |
| Товарищеский матч                                                                      | 30 марта 2021 17:05 (UTC+3:00)   | Саудовская Аравия                                                      | 0:0          | Либерия                                             | Место: Эр-Рияд, Эр-Рияд, Саудовская Аравия Стадион: Международный стадион имени принца Фейсала бин Фахда                 |
| Товарищеский матч                                                                      | 30 марта 2021 17:05 (UTC+3:00)   |                                                                        | 0:0          |                                                     | Место: Эр-Рияд, Эр-Рияд, Саудовская Аравия Стадион: Международный стадион имени принца Фейсала бин Фахда                 |
| Товарищеский матч                                                                      | 8 июня 2021 20:00 (UTC+2:00)     | Саудовская Аравия                                                      | 1:1          | Мексика                                             | Место: Марбелья, Малага, Испания Стадион: Муниципальный стадион Марбельи                                                 |
| Товарищеский матч                                                                      | 8 июня 2021 20:00 (UTC+2:00)     | - Яхья 90+2′ (пен.)                                                    | 1:1          | - Сендехас 69′                                      | Место: Марбелья, Малага, Испания Стадион: Муниципальный стадион Марбельи                                                 |
| Товарищеский матч                                                                      | 11 июня 2021 17:00 (UTC+2:00)    | Саудовская Аравия                                                      | 0:2          | Аргентина                                           | Место: Марбелья, Малага, Испания Стадион: Муниципальный стадион Марбельи                                                 |
| Товарищеский матч                                                                      | 11 июня 2021 17:00 (UTC+2:00)    | - Де ла Вега 58′ - Гайч 76′                                            | 0:2          |                                                     | Место: Марбелья, Малага, Испания Стадион: Муниципальный стадион Марбельи                                                 |
| Товарищеский матч                                                                      | 2 июля 2021 19:15 (UTC+3:00)     | Саудовская Аравия                                                      | 0:0          | Уганда                                              | Место: Эр-Рияд, Эр-Рияд, Саудовская Аравия Стадион: Международный стадион имени принца Фейсала бин Фахда                 |
| Товарищеский матч                                                                      | 2 июля 2021 19:15 (UTC+3:00)     |                                                                        | 0:0          |                                                     | Место: Эр-Рияд, Эр-Рияд, Саудовская Аравия Стадион: Международный стадион имени принца Фейсала бин Фахда                 |
| Товарищеский матч                                                                      | 5 июля 2021 19:10 (UTC+3:00)     | Саудовская Аравия                                                      | 2:0          | Уганда                                              | Место: Эр-Рияд, Эр-Рияд, Саудовская Аравия Стадион: Международный стадион имени принца Фейсала бин Фахда                 |
| Товарищеский матч                                                                      | 5 июля 2021 19:10 (UTC+3:00)     | - Аль-Хамдан 40′ - Аль-Ями 90+3′                                       | 2:0          |                                                     | Место: Эр-Рияд, Эр-Рияд, Саудовская Аравия Стадион: Международный стадион имени принца Фейсала бин Фахда                 |
| Товарищеский матч                                                                      | 10 июля 2021 19:00 (UTC+3:00)    | Румыния                                                                | 1:1          | Саудовская Аравия                                   | Место: Могошоая, Румыния Стадион: Стадион Могошоая                                                                       |
| Товарищеский матч                                                                      | 10 июля 2021 19:00 (UTC+3:00)    | - Георг Ганеа 16′                                                      | 1:1          | - Аль-Давсари 33′                                   | Место: Могошоая, Румыния Стадион: Стадион Могошоая                                                                       |
| Товарищеский матч                                                                      | 13 июля 2021 18:00 (UTC+3:00)    | Румыния                                                                | 0:0          | Саудовская Аравия                                   | Место: Могошоая, Румыния Стадион: Стадион Могошоая                                                                       |
| Товарищеский матч                                                                      | 13 июля 2021 18:00 (UTC+3:00)    |                                                                        | 0:0          |                                                     | Место: Могошоая, Румыния Стадион: Стадион Могошоая                                                                       |
| Групповой этап, Летние Олимпийские игры 2020                                           | 22 июля 2021 17:30 (UTC+9:00)    | Кот-д’Ивуар                                                            | 2:1          | Саудовская Аравия                                   | Место: Иокогама, Канагава, Япония Стадион: Ниссан Зрители: 0 Судья: Мэттьюш Конгер                                       |
| Групповой этап, Летние Олимпийские игры 2020                                           | 22 июля 2021 17:30 (UTC+9:00)    | - аль-Амри 39′ (авт.) - Кессье 66′                                     | 2:1          | - Аль-Давсари 44′                                   | Место: Иокогама, Канагава, Япония Стадион: Ниссан Зрители: 0 Судья: Мэттьюш Конгер                                       |
| Групповой этап, Летние Олимпийские игры 2020                                           | 25 июля 2021 20:30 (UTC+9:00)    | Саудовская Аравия                                                      | 2:3          | Германия                                            | Место: Иокогама, Канагава, Япония Стадион: Ниссан Зрители: 0 Судья: Виктор Гомез                                         |
| Групповой этап, Летние Олимпийские игры 2020                                           | 25 июля 2021 20:30 (UTC+9:00)    | - Аль-Наджей 30′, 50′                                                  | 2:3          | - Амири 11′ - Ахе 43′ - Удуохай 75′                 | Место: Иокогама, Канагава, Япония Стадион: Ниссан Зрители: 0 Судья: Виктор Гомез                                         |
| Групповой этап, Летние Олимпийские игры 2020                                           | 28 июля 2021 17:00 (UTC+9:00)    | Саудовская Аравия                                                      | 1:3          | Бразилия                                            | Место: Сайтама, Сайтама, Япония Стадион: Сайтама 2002 Зрители: 0 Судья: Бамлак Тессема Вейеса                            |
| Групповой этап, Летние Олимпийские игры 2020                                           | 28 июля 2021 17:00 (UTC+9:00)    | - Аль-Амри 27′                                                         | 1:3          | - Кунья 14′ - Ришарлисон 76′, 90+3′                 | Место: Сайтама, Сайтама, Япония Стадион: Сайтама 2002 Зрители: 0 Судья: Бамлак Тессема Вейеса                            |
| Товарищеский матч                                                                      | 4 сентября 2021                  | Саудовская Аравия                                                      | 3:0          | Оман                                                | Место: Эр-Рияд, Эр-Рияд, Саудовская Аравия Стадион: Международный стадион имени принца Фейсала бин Фахда Зрители: Судья: |
| Товарищеский матч                                                                      | 4 сентября 2021                  | - Аль-Бурайкан 6′ - Фирас аль-Гамди 29′ - Мохаммед Маран 90′           | 3:0          |                                                     | Место: Эр-Рияд, Эр-Рияд, Саудовская Аравия Стадион: Международный стадион имени принца Фейсала бин Фахда Зрители: Судья: |
| Товарищеский матч                                                                      | 7 сентября 2021                  | Саудовская Аравия                                                      | 1:1          | Оман                                                | Место: Эр-Рияд, Эр-Рияд, Саудовская Аравия Стадион: Международный стадион имени принца Фейсала бин Фахда                 |
| Товарищеский матч                                                                      | 7 сентября 2021                  | - Аль-Бурайкан 73′                                                     | 1:1          | - ??? 61′                                           | Место: Эр-Рияд, Эр-Рияд, Саудовская Аравия Стадион: Международный стадион имени принца Фейсала бин Фахда                 |
| Групповой этап, Чемпионат Федерации футбола Западной Азии среди молодёжных команд 2021 | 6 октября 2021 17:45 (UTC+3:00)  | Сирия                                                                  | 0:2          | Саудовская Аравия                                   | Место: Эд-Даммам, Эш-Шаркия, Саудовская Аравия Стадион: Стадион имени принца Мохамеда бин Фахда Судья: Ахмад аль-Али     |
| Групповой этап, Чемпионат Федерации футбола Западной Азии среди молодёжных команд 2021 | 6 октября 2021 17:45 (UTC+3:00)  | - Абдулла аль-Хамдан 11′ (пен.) - Абдулла Радиф 90+2′ (пен.)           | 0:2          |                                                     | Место: Эд-Даммам, Эш-Шаркия, Саудовская Аравия Стадион: Стадион имени принца Мохамеда бин Фахда Судья: Ахмад аль-Али     |
| Групповой этап, Чемпионат Федерации футбола Западной Азии среди молодёжных команд 2021 | 8 октября 2021 18:30 (UTC+3:00)  | Саудовская Аравия                                                      | 3:0          | Бахрейн                                             | Место: Эд-Даммам, Эш-Шаркия, Саудовская Аравия Стадион: Стадион имени принца Мохамеда бин Фахда Судья: Яхья Аль Мулла    |
| Групповой этап, Чемпионат Федерации футбола Западной Азии среди молодёжных команд 2021 | 8 октября 2021 18:30 (UTC+3:00)  | - Хамад аль-Ями 48′ - Абдулла Радиф 54′ - Мохаммед Маран 73′           | 3:0          |                                                     | Место: Эд-Даммам, Эш-Шаркия, Саудовская Аравия Стадион: Стадион имени принца Мохамеда бин Фахда Судья: Яхья Аль Мулла    |
| Полуфинал, Чемпионат Федерации футбола Западной Азии среди молодёжных команд 2021      | 12 октября 2021 17:30 (UTC+3:00) | Иордания                                                               | 3:1          | Саудовская Аравия                                   | Место: Эд-Даммам, Эш-Шаркия, Саудовская Аравия Стадион: Стадион имени принца Мохамеда бин Фахда Судья: Мохаммад Исса     |
| Полуфинал, Чемпионат Федерации футбола Западной Азии среди молодёжных команд 2021      | 12 октября 2021 17:30 (UTC+3:00) | - Халид аль-Ганнам 49′                                                 | 3:1          |                                                     | Место: Эд-Даммам, Эш-Шаркия, Саудовская Аравия Стадион: Стадион имени принца Мохамеда бин Фахда Судья: Мохаммад Исса     |
| Финал, Чемпионат Федерации футбола Западной Азии среди молодёжных команд 2021          | 10 октября 2021 20:00 (UTC+3:00) | Ирак                                                                   | 0:1          | Саудовская Аравия                                   | Место: Эд-Даммам, Эш-Шаркия, Саудовская Аравия Стадион: Стадион имени принца Мохамеда бин Фахда Судья: Ахмад аль-Али     |
| Финал, Чемпионат Федерации футбола Западной Азии среди молодёжных команд 2021          | 10 октября 2021 20:00 (UTC+3:00) | - Язан ан-Наймат 29′ - Юсеф Абуальджазар 76′ - Мохаммад Абуризик 90+4′ | 0:1          | - Халид аль-Ганнам 49′                              | Место: Эд-Даммам, Эш-Шаркия, Саудовская Аравия Стадион: Стадион имени принца Мохамеда бин Фахда Судья: Ахмад аль-Али     |
| Групповой этап, Чемпионат Азии по футболу среди молодёжных команд 2022 (квалификация)  | 27 октября 2021 15:00 (UTC+5:00) | Узбекистан                                                             | 2:2          | Саудовская Аравия                                   | Место: Ташкент, Узбекистан Стадион: Пахтакор Зрители: 571 Судья: Юсуке Араки                                             |
| Групповой этап, Чемпионат Азии по футболу среди молодёжных команд 2022 (квалификация)  | 27 октября 2021 15:00 (UTC+5:00) | - Джуракузиев 45′ - Жалолиддинов 80′ (пен.)                            | 2:2          | - Хамед аль-Гамди 29′ - Абдулмохсен аль-Кахтани 29′ | Место: Ташкент, Узбекистан Стадион: Пахтакор Зрители: 571 Судья: Юсуке Араки                                             |
| Групповой этап, Чемпионат Азии по футболу среди молодёжных команд 2022 (квалификация)  | 30 октября 2021 15:00 (UTC+5:00) | Саудовская Аравия                                                      | 1:2          | Кувейт                                              | Место: Ташкент, Узбекистан Стадион: Джар Зрители: 100 Судья: Омар Мохаммед Аль Али                                       |
| Групповой этап, Чемпионат Азии по футболу среди молодёжных команд 2022 (квалификация)  | 30 октября 2021 15:00 (UTC+5:00) | - Аль-Бурайкан 26′                                                     | 1:2          | - Бадер Мунши 52′ (авт.) - Айед 56′                 | Место: Ташкент, Узбекистан Стадион: Джар Зрители: 100 Судья: Омар Мохаммед Аль Али                                       |
| Групповой этап, Чемпионат Азии по футболу среди молодёжных команд 2022 (квалификация)  | 2 ноября 2021 15:00 (UTC+5:00)   | Саудовская Аравия                                                      | 3:0          | Бангладеш                                           | Место: Ташкент, Узбекистан Стадион: Джар Зрители: 100 Судья: Юсуке Араки                                                 |
| Групповой этап, Чемпионат Азии по футболу среди молодёжных команд 2022 (квалификация)  | 2 ноября 2021 15:00 (UTC+5:00)   | - Абдулхамид 16′ - Зияд аль-Джохани 19′ - Айман Яхья 70′               | 3:0          |                                                     | Место: Ташкент, Узбекистан Стадион: Джар Зрители: 100 Судья: Юсуке Араки                                                 |